# Historia del cristianismo en Estados Unidos

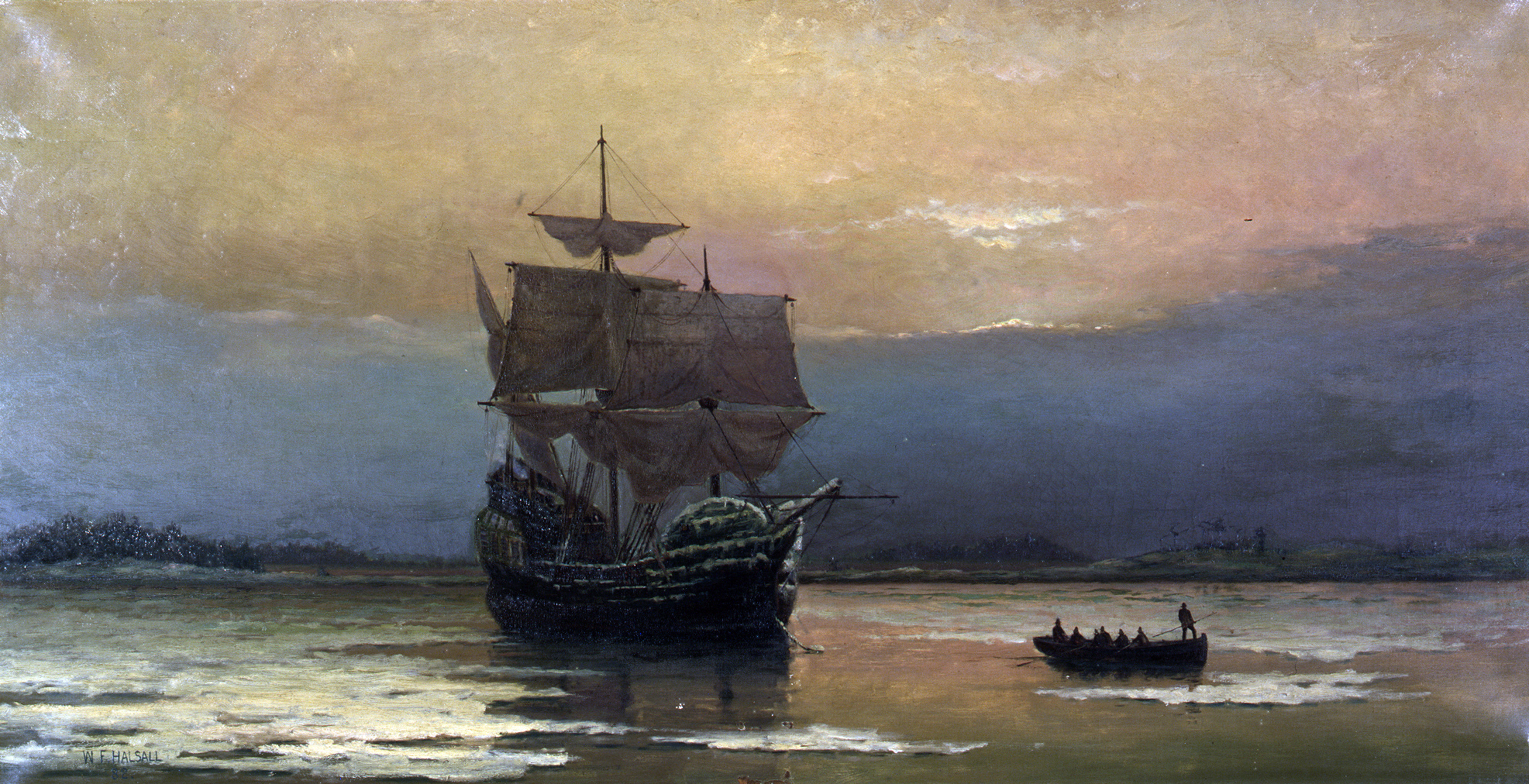
Mayflower in Plymouth Harbor pintura realizada por William Halsall (1882).

La Historia del cristianismo en Estados Unidos tuvo lugar cuando el cristianismo fue introducido en América del Norte al ser colonizada por los europeos a partir de los siglos XVI y XVII. Los españoles, franceses y británicos llevaron el catolicismo a las colonias de Nueva España, Nueva Francia y Maryland, respectivamente, mientras que los pueblos del norte de Europa introdujeron el protestantismo en la colonia de la bahía de Massachusetts, Nueva Holanda, la colonia de Virginia, la colonia de Carolina, Terranova y Labrador, y el Bajo Canadá. Entre los protestantes, los adherentes al anglicanismo, el metodismo, la Iglesia Bautista, el congregacionalismo, el presbiterianismo, el luteranismo, el cuaquerismo, la Iglesia Menonita y la Hermandad de Moravia fueron los primeros en establecerse en los Estados Unidos, difundiendo su fe en el nuevo país. A pesar de esta línea de tiempo tan común, los estudiosos de la Iglesia de Jesucristo de los Santos de los Últimos Días afirman que el cristianismo se introdujo por primera vez en las Américas aproximadamente en el año 34 d. C., según lo registrado en el capítulo 11 de 3 Nephi, que relata la aparición de Jesucristo a los nativos americanos.
Hoy en día, la mayoría de los cristianos en los Estados Unidos son protestantes históricos, evangélicos o católicos.

## Principios de la era colonial
Debido a que los españoles fueron los primeros europeos en establecer asentamientos en el continente de América del Norte, como San Agustín (Florida), en 1565, los primeros cristianos en el territorio que eventualmente se convertiría en los Estados Unidos fueron católicos. Sin embargo, el territorio que se convertiría en las Trece Colonias en 1776 estaba poblado en gran parte por protestantes debido a que los colonos protestantes buscaban la libertad religiosa de la Iglesia de Inglaterra (est. 1534). Estos colonos eran principalmente puritanos de Anglia Oriental, especialmente justo antes de la Guerra Civil Inglesa (1641-1651); también había algunos anglicanos y católicos, pero eran mucho menos numerosos. Debido al predominio de los protestantes entre los que venían de Inglaterra, las  colonias inglesas se convirtieron casi totalmente en protestantes en el momento de la Revolución Americana.

### Misiones españolas

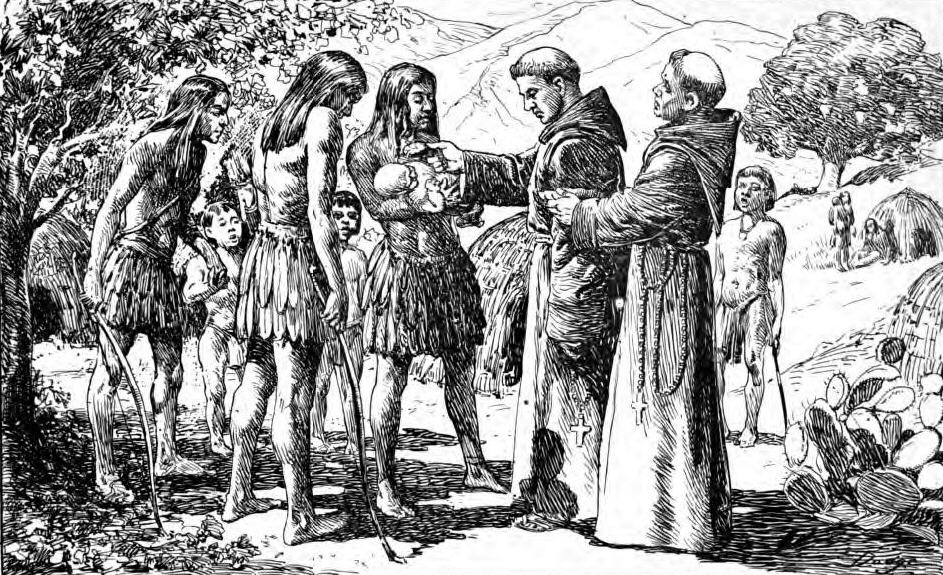
Los primeros bautismos grabados en Alta California se realizaron en Los Cristianitos, "El Cañón de los Cristianitos", en lo que hoy es el condado de San Diego, justo al sur de la Misión San Juan Capistrano.

El catolicismo llegó por primera vez a los territorios que ahora forman los Estados Unidos justo antes de la Reforma Protestante (1517) con los conquistadores y colonos españoles en la actual Florida (1513) y el suroeste. El primer servicio de culto cristiano celebrado en los actuales Estados Unidos fue una misa católica celebrada en Pensacola, Florida (St. Michael records). Los españoles difundieron el catolicismo a través de la Florida española por medio de su sistema de misiones; estas misiones se extendieron a Georgia y las Carolinas. Con el tiempo, España estableció misiones en lo que hoy es Texas, Nuevo México, Arizona y California. Junípero Serra (d.1784) fundó una serie de misiones en California que se convirtieron en importantes instituciones económicas, políticas y religiosas. Se establecieron rutas terrestres desde Nuevo México que resultaron en la colonización de San Francisco en 1776 y Los Ángeles en 1781.

### Territorios franceses

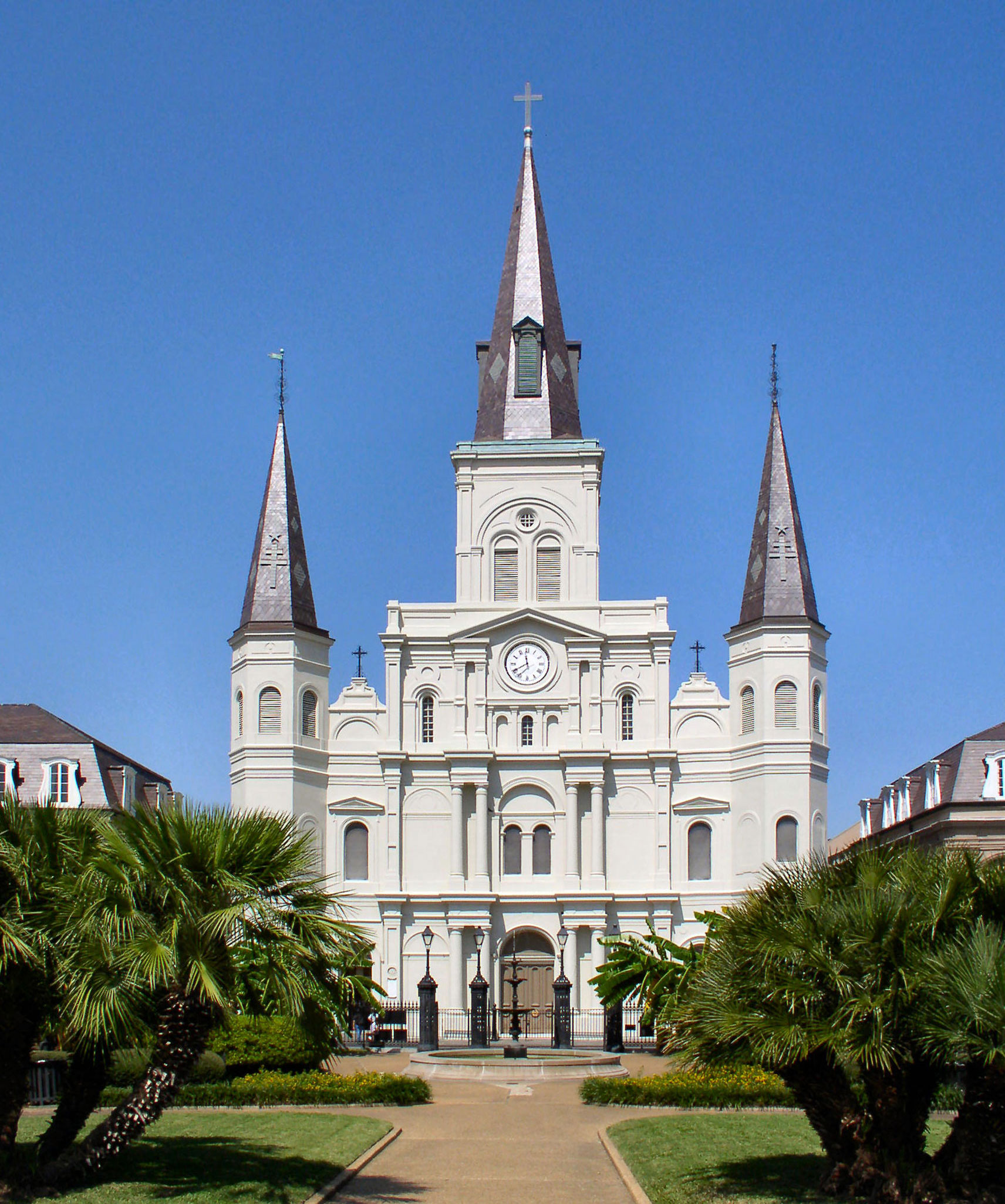
Catedral de Saint Louis en Nueva Orleans.

En los territorios franceses, el catolicismo fue introducido con el establecimiento de colonias y fuertes en Detroit, St. Louis, Mobile, Biloxi, Baton Rouge y Nueva Orleans. A finales del siglo XVII, las expediciones francesas, que incluían objetivos soberanos, religiosos y comerciales, establecieron un punto de apoyo en el río Misisipi y en la costa del Golfo. Con sus primeros asentamientos, Francia reivindicó una vasta región de América del Norte y se propuso establecer un imperio comercial y una nación francesa que se extendiera desde el Golfo de México hasta el Canadá.
La colonia francesa de Luisiana reclamó originalmente todas las tierras a ambos lados del río Misisipi y las tierras que drenaban en él. Los siguientes estados actuales fueron parte de la entonces vasta extensión de Luisiana: Luisiana, Misisipi, Arkansas, Oklahoma, Misuri, Kansas, Nebraska, Iowa, Illinois, Indiana, Míchigan, Wisconsin, Minnesota, Dakota del Norte y Dakota del Sur.

### Colonias británicas
Muchas de las colonias británicas de América del Norte que con el tiempo formaron los Estados Unidos de América fueron colonizadas en el siglo XVII por hombres y mujeres que, ante la persecución religiosa europea, se negaron a transigir con las convicciones religiosas apasionadas —en gran parte derivadas de la Reforma Protestante que comenzó hacia 1517— y huyeron de Europa.

#### Virginia
La Iglesia de Inglaterra se estableció legalmente en la Colonia de Virginia en 1619, y las autoridades de Inglaterra enviaron a 22 clérigos anglicanos hacia 1624. En la práctica, el establecimiento significaba que los impuestos locales se canalizaban a través de la parroquia local para atender las necesidades del gobierno local, como carreteras y ayuda a los pobres, además del salario del ministro. Nunca hubo un obispo en la Virginia colonial, y en la práctica la sacristía local, formada por laicos, controlaba la parroquia.
Como en Inglaterra, la parroquia se convirtió en una unidad de importancia local. Estaba dirigida espiritualmente por un rector y gobernada por una sacristía —un comité de miembros que eran generalmente respetados en la comunidad—. Una parroquia típica contenía tres o cuatro iglesias, ya que las iglesias parroquiales debían estar lo suficientemente cerca como para que la gente fuera a los servicios de culto, donde se esperaba la asistencia de todos. Las parroquias típicamente tenían una granja de la iglesia para ayudar a mantenerla financieramente.
Los colonos eran típicamente desatentos, desinteresados y aburridos durante los servicios de la iglesia, según los ministros, que se quejaban de que la gente dormía, susurraba, se miraba con los ojos a las mujeres vestidas a la moda, caminaba por ahí y iba y venía, o en el mejor de los casos miraba por las ventanas o se quedaba mirando fijamente al espacio. Había muy pocos ministros para la población tan dispersa, así que los ministros animaban a los feligreses a ser devotos en casa, utilizando el Libro de Oración Común para la oración y la devoción privadas (en lugar de la Biblia). Esto permitía a los anglicanos devotos llevar una vida religiosa activa y sincera aparte de los insatisfactorios servicios formales de la iglesia. El énfasis en la piedad personal abrió el camino para el Primer Gran Despertar, que alejó a la gente de la iglesia establecida.

#### Nueva Inglaterra
Un grupo que más tarde se conoció como los Padres peregrinos se asentó en la Colonia de Plymouth en Plymouth (Massachusetts), en 1620, buscando refugio de los conflictos en Inglaterra que llevaron a la Guerra civil inglesa.
Los puritanos, un grupo mucho más numeroso que los padres peregrinos, establecieron la Colonia de la Bahía de Massachusetts en 1629 con 400 colonos. Los puritanos eran protestantes ingleses que deseaban reformar y purificar la Iglesia de Inglaterra en el Nuevo Mundo de lo que consideraban residuos inaceptables del catolicismo. En dos años, llegaron otros 2.000 colonos. A partir de 1630, hasta 20.000 puritanos emigraron a América desde Inglaterra para obtener la libertad de culto que querían. La mayoría se asentaron en Nueva Inglaterra, pero algunos llegaron hasta las Indias Occidentales. Teológicamente, los puritanos eran «Congregacionalistas no separados». Los puritanos crearon una cultura profundamente religiosa, socialmente unida y políticamente innovadora que todavía está presente en los Estados Unidos modernos. Esperaban que esta nueva tierra sirviera como una «nación redentora». 
Los juicios de brujería de Salem, por los puritanos, fueron una serie de audiencias ante magistrados locales seguidas de juicios en tribunales de condado para procesar a personas acusadas de brujería en los condados de Essex, Suffolk y Middlesex de la Massachusetts colonial, entre febrero de 1692 y mayo de 1693. Más de 150 personas fueron detenidas y encarceladas, y un número incluso mayor fue acusado pero no perseguido formalmente por las autoridades. Los dos tribunales condenaron a 29 personas por el delito capital de brujería. Diecinueve de los acusados, catorce mujeres y cinco hombres, fueron ahorcados. Un hombre (Giles Corey) que se negó a declararse culpable fue aplastado hasta morir bajo pesadas piedras en un intento de obligarle a hacerlo. Al menos otros cinco de los acusados murieron en prisión.

#### Tolerancia en Rhode Island, Delaware y Pensilvania
Roger Williams, que predicaba la tolerancia religiosa, la separación de la iglesia y el estado, y una ruptura completa con la Iglesia de Inglaterra, fue desterrado de la Colonia de la Bahía de Massachusetts y fundó la  Colonia de Rhode Island, que se convirtió en un refugio para otros refugiados religiosos de la comunidad puritana. Algunos migrantes que llegaron a la América colonial buscaban la libertad de practicar formas de cristianismo que estaban prohibidas y perseguidas en Europa. Dado que no había una religión estatal, de hecho incluso no había un estado, y dado que el protestantismo no tenía una autoridad central, la práctica religiosa en las colonias se hizo diversa.
Delaware fue originalmente colonizada por luteranos de la Nueva Suecia. Cuando los holandeses de los Nuevos Países Bajos conquistaron la colonia, se permitió a suecos y finlandeses mantener sus instituciones religiosas. Del mismo modo, cuando los ingleses se hicieron cargo posteriormente de las posesiones coloniales holandesas, la autonomía religiosa de los holandeses, suecos y finlandeses persistió, creando una cultura de mayor tolerancia religiosa.
La Sociedad Religiosa de los Amigos se formó en Inglaterra en 1652 alrededor del líder George Fox. Los cuáqueros fueron severamente perseguidos en Inglaterra por atreverse a desviarse tan lejos del anglicanismo. Este reino de terror impulsó a Los Amigos a buscar refugio en Nueva Jersey en la década de 1670, formalmente parte de Nuevos Países Bajos, donde pronto se afianzaron. En 1681, cuando el líder cuáquero William Penn convirtió una deuda contraída por Carlos II de Inglaterra con su padre en un estatuto para la Provincia de Pensilvania, muchos más cuáqueros estaban dispuestos a aprovechar la oportunidad de vivir en una tierra en la que pudieran practicar su culto libremente. Para 1685, hasta 8.000 cuáqueros habían llegado a Pensilvania y Delaware. Aunque los cuáqueros pueden haberse parecido a los puritanos en algunas creencias y prácticas religiosas, diferían con ellos en la necesidad de imponer una uniformidad religiosa en la sociedad.
Los alemanes de Pensilvania son conocidos incorrectamente como holandeses de Pensilvania por un malentendido de «Pennsylvania Deutsch», el nombre en alemán del grupo. El primer grupo de alemanes que se asentó en Pensilvania llegó a Filadelfia en 1683 desde Krefeld, Alemania, e incluía menonitas y posiblemente algunos cuáqueros holandeses.
Los esfuerzos de los padres fundadores por encontrar un papel adecuado para su apoyo a la religión -y el grado en que la religión puede ser apoyada por los funcionarios públicos sin ser incompatible con el imperativo revolucionario de la libertad de religión para todos los ciudadanos, es una cuestión que todavía se debate en el país hoy en día.

#### Maryland
El catolicismo fue introducido en las colonias inglesas con la fundación de la Provincia de Maryland por los jesuitas que acompañaban a los colonos de Inglaterra en 1634. Maryland fue una de las pocas regiones de las colonias inglesas en América del Norte que era predominantemente católica.
Sin embargo, la derrota de los monárquicos en 1646 en la Guerra civil inglesa dio lugar a leyes estrictas contra la educación católica y a la extradición de conocidos jesuitas de la colonia, entre ellos Andrew White, y a la destrucción de su escuela en Calverton Manor. Durante la mayor parte del período colonial de Maryland, los jesuitas siguieron dirigiendo escuelas católicas de forma clandestina.
Maryland fue un raro ejemplo de tolerancia religiosa en una época bastante intolerante, particularmente entre otras colonias inglesas que frecuentemente exhibían un protestantismo bastante militante. La Ley de Tolerancia de Maryland, promulgada en 1649, fue una de las primeras leyes que definió explícitamente la tolerancia de las variedades de religión —siempre que fuera cristiana—. Se ha considerado un precursor de la Primera Enmienda a la Constitución de los Estados Unidos.
Aunque los reyes Estuardo de Inglaterra no odiaban a la Iglesia católica, sus súbditos sí, causando que los católicos fueran acosados y perseguidos en Inglaterra a lo largo del siglo XVII. Impulsado por el «deber de encontrar un refugio para sus hermanos católicos», George Calvert obtuvo una carta de Maryland de Carlos I en 1632 para el territorio entre Pensilvania y Virginia. En 1634, dos barcos, el Ark y el Dove, trajeron a los primeros colonos a Maryland. A bordo había aproximadamente doscientas personas.
La fortuna de los católicos fluctuó en Maryland durante el resto del siglo XVII, ya que se convirtieron en una minoría cada vez más pequeña de la población. Después de la Revolución Gloriosa de 1689 en Inglaterra, las leyes penales privaron a los católicos del derecho a votar, ocupar cargos públicos, educar a sus hijos o practicar el culto público. Hasta la Revolución de las Trece Colonias, los católicos de Maryland eran disidentes en su colonia inglesa. En el momento de la Revolución, los católicos formaban menos del 1% de la población de las Trece Colonias. En 2007, los católicos constituían el 24% de la población de Estados Unidos.

#### Anticatolicismo
El anticatolicismo americano tiene sus orígenes en la Reforma protestante. Debido a que la Reforma se basó en un esfuerzo por corregir lo que percibía como errores y excesos de la Iglesia Católica, formó fuertes posiciones contra la jerarquía clerical católica y el papado en particular. Estas posiciones fueron traídas al Nuevo Mundo por los colonos británicos, predominantemente protestantes, que se opusieron no solamente a la Iglesia católica sino también a la Iglesia de Inglaterra que, debido a su perpetuación de la doctrina y las prácticas católicas, se consideraba insuficientemente reformada. Debido a que muchos de los colonos británicos, como los puritanos, huían de la persecución religiosa por parte de la Iglesia de Inglaterra, la cultura religiosa americana primitiva exhibía un sesgo anticatólico más extremo de estas denominaciones protestantes.
Monseñor Ellis escribió que un prejuicio anticatólico universal «se cultivaba vigorosamente en las Trece Colonias desde Massachusetts hasta Georgia» y que las cartas y leyes coloniales contenían proscripciones específicas contra los católicos. Ellis también escribió que un odio común a la Iglesia católica podía unir a los clérigos anglicanos y a los ministros puritanos a pesar de sus diferencias y conflictos.

#### La ortodoxia rusa en Alaska
Los comerciantes rusos se establecieron en Alaska durante el siglo XVIII. En 1740, se celebró una Divina Liturgia a bordo de un barco ruso en la costa de Alaska. En 1794, la Iglesia Ortodoxa Rusa envió misioneros, entre ellos Germán de Alaska, para establecer una misión formal en Alaska. Sus esfuerzos misioneros contribuyeron a la conversión de muchos nativos de Alaska a la fe ortodoxa. Se estableció una diócesis, cuyo primer obispo fue Inocencio de Alaska.

## sigloXVIII
En contra de la opinión prevaleciente de que los americanos del siglo XVIII no habían perpetuado el apasionado compromiso de los primeros colonos con su fe, los estudiosos identifican ahora un alto nivel de energía religiosa en las colonias después de 1700. Según un experto, la religión estaba en «ascenso más que en declive"; otro ve una «creciente vitalidad en la vida religiosa» a partir de 1700; un tercero encuentra la religión en muchas partes de las colonias en un estado de «crecimiento febril». Las cifras sobre la asistencia a la iglesia y la formación de la misma apoyan estas opiniones. Entre 1700 y 1740, se estima que entre el 75 y el 80% de la población asistía a las iglesias, que se construían a un ritmo acelerado.
Para 1780 el porcentaje de colonos adultos que se adherían a una iglesia era de entre el 10 y el 30%, sin contar los esclavos o los nativos americanos. Carolina del Norte tenía el porcentaje más bajo con un 4%, mientras que New Hampshire y Carolina del Sur estaban empatados con el más alto, con un 16%.

### Primer Gran Despertar

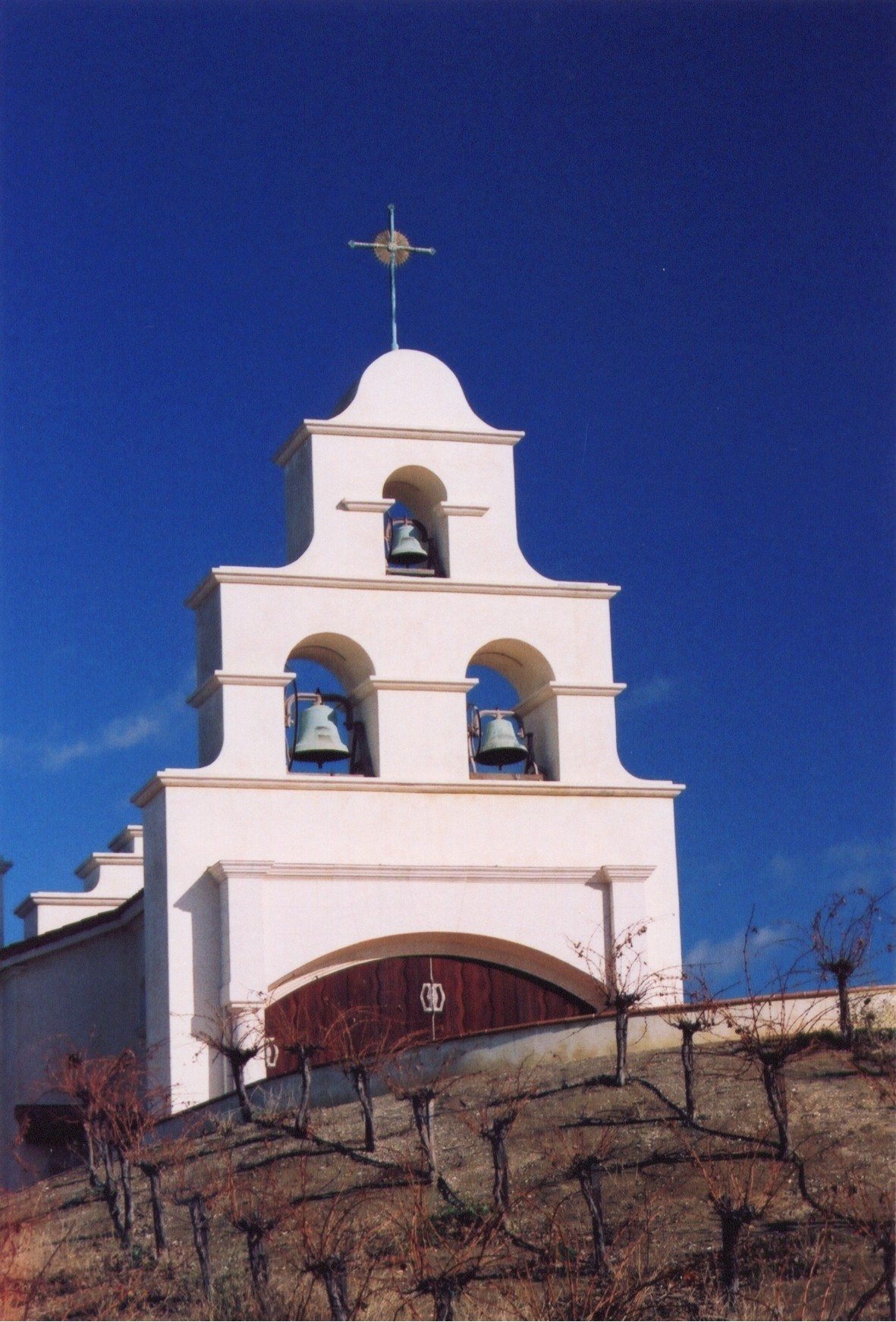
Una iglesia cristiana en Shandon, California.

El evangelismo es difícil de datar y definir. Los estudiosos han argumentado que, como un movimiento consciente de sí mismo, el evangelismo no surgió hasta mediados del siglo XVII, tal vez no hasta el Primer Gran Despertar en sí. La premisa fundamental del evangelismo es la conversión de los individuos de un estado de pecado a un nuevo nacimiento a través de la predicación de la Palabra. El Gran Despertar se refiere a un movimiento de reavivamiento protestante del noreste que tuvo lugar en los años 1730 y 1740.
La primera generación de puritanos de Nueva Inglaterra requería que los miembros de la iglesia se sometieran a una experiencia de conversión que pudieran describir públicamente. Sus sucesores no tuvieron tanto éxito en la cosecha de almas redimidas. El movimiento comenzó con Jonathan Edwards, un predicador de Massachusetts que buscaba volver a las estrictas raíces  calvinistas  de los peregrinos. El predicador británico George Whitefield y otros predicadores itinerantes continuaron el movimiento, viajando a través de las colonias y predicando en un estilo dramático y emocional. Los seguidores de Edwards y otros predicadores de similar religiosidad se llamaban a sí mismos las «Nuevas Luces» en contraste con las «Viejas Luces» que desaprobaban su movimiento. Para promover sus puntos de vista, los dos lados establecieron academias y colegios, incluyendo Princeton y Williams College. El Gran Despertar ha sido llamado el primer evento verdaderamente americano.
Los partidarios del Despertar y su impulso evangélico —presbiterianos, bautistas y metodistas— se convirtieron en las mayores denominaciones protestantes americanas en las primeras décadas del siglo XIX. Para la década de 1770, los bautistas estaban creciendo rápidamente tanto en el norte —donde fundaron la Universidad Brown— como en el sur. Los oponentes del Despertar o aquellos divididos por él —anglicanos, cuáqueros y congregacionalistas— fueron dejados atrás.

### La Revolución Americana
La Revolución dividió algunas denominaciones, en particular la Iglesia de Inglaterra, cuyos ministros estaban obligados por juramento a apoyar al rey, y a los cuáqueros, que eran tradicionalmente pacifistas. La práctica religiosa sufrió en ciertos lugares por la ausencia de ministros y la destrucción de iglesias, pero en otras áreas la religión floreció.
La Revolución Americana infligió heridas más profundas a la Iglesia de Inglaterra en América que a cualquier otra denominación porque el rey de Inglaterra era el jefe de la iglesia. El Libro de Oración Común ofrecía oraciones para el monarca, suplicando a Dios «que sea su defensor y guardián, dándole la victoria sobre todos sus enemigos», que en 1776 eran soldados americanos así como amigos y vecinos de los anglicanos americanos. La lealtad a la iglesia y a su cabeza podría ser interpretada como una traición a la causa americana. Los patriotas anglicanos americanos, que odiaban descartar un componente tan fundamental de su fe como el Libro de Oración Común, lo revisaron para ajustarlo a las realidades políticas.
Otro resultado de esto fue que la primera constitución de una Iglesia Anglicana independiente en el país se inclinó hacia atrás para distanciarse de Roma llamándose a sí misma la Iglesia Episcopal Protestante, incorporando en su nombre el término, Protestant, que los anglicanos en otros lugares habían usado, debido a las reservas acerca de la naturaleza de la Iglesia de Inglaterra, y otros cuerpos anglicanos, frente a los posteriores reformistas radicales que se alegraron de utilizar el término protestante.

### Massachusetts: el debate entre la iglesia y el estado
Después de la independencia, los estados americanos se vieron obligados a escribir constituciones que establecieran cómo se gobernaría cada uno. Durante tres años, de 1778 a 1780, las energías políticas de Massachusetts se absorbieron en la redacción de una carta de gobierno que los votantes aceptaran.
Uno de los temas más polémicos fue si el estado apoyaría financieramente a la iglesia. Abogaban por esa política los ministros y la mayoría de los miembros de la Iglesia Congregacional, que se había establecido, y por lo tanto había recibido apoyo financiero público, durante el período colonial. Los bautistas, que se habían hecho fuertes desde el Primer Gran Despertar, se adhirieron tenazmente a su antigua convicción de que las iglesias no debían recibir ningún apoyo del estado.
La Convención Constitucional eligió apoyar a la iglesia y el Artículo Tres autorizó que un impuesto religioso general se dirigiera a la iglesia elegida por los contribuyentes. A pesar de la duda sustancial de que el Artículo Tres había sido aprobado por los dos tercios requeridos de los votantes, en 1780 las autoridades de Massachusetts lo declararon y el resto de la constitución estatal fue debidamente adoptada. Esas leyes fiscales también entraron en vigor en Connecticut y New Hampshire.
En 1788, John Jay instó a la Legislatura del Estado de Nueva York a que exigiera a los titulares de los cargos que renunciaran a las autoridades extranjeras «en todos los asuntos tanto eclesiásticos como civiles».

## 

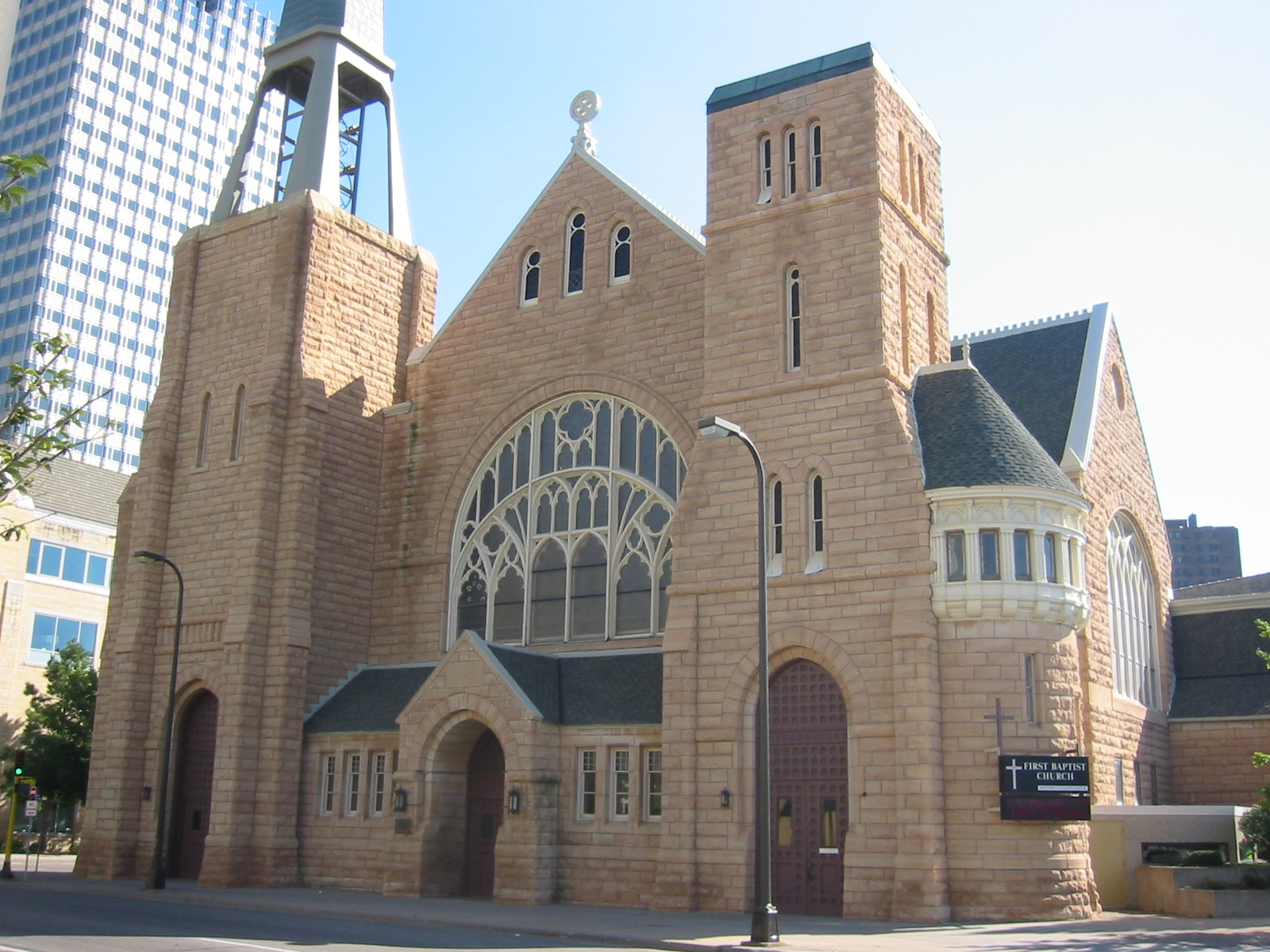
Primera iglesia Bautista de Mineápolis fundada en 1853.

## sigloXIX

### Segundo Gran Despertar
El Segundo Gran Despertar fue un movimiento protestante que comenzó alrededor de 1790, y cobró impulso en 1800. La membresía aumentó rápidamente entre las congregaciones bautistas y metodistas cuyos predicadores lideraron el movimiento. Ya había pasado su pico en la década de 1840. Fue una reacción contra el escepticismo, el deísmo y el cristianismo racional, y fue especialmente atractivo para las mujeres jóvenes.  Millones de nuevos miembros se inscribieron en las denominaciones evangélicas existentes y condujeron a la formación de nuevas denominaciones. Muchos conversos creían que el Despertar anunciaba una nueva era milenaria. El Segundo Gran Despertar estimuló el establecimiento de muchos movimientos de reforma diseñados para remediar los males de la sociedad antes de la anticipada Segunda Venida de Jesucristo.

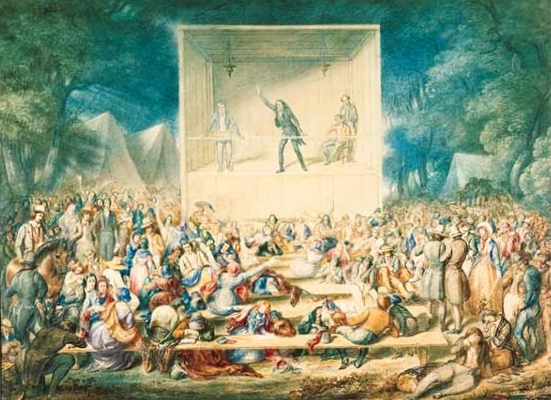
«Reunión de campamento» metodista en 1839, acuarela del Segundo Gran Despertar.

Mientras que el Primer Gran Despertar se centró en el reavivamiento de la espiritualidad de las congregaciones establecidas, el Segundo se centró en los no creyentes y trató de inculcarles un profundo sentido de la salvación personal, tal como se experimentaba en las reuniones de reavivamiento.
La principal innovación producida por los renacimientos fue la «reunión de campamento». Cuando se reunían en un campo o en el borde de un bosque para una reunión religiosa prolongada, los participantes transformaban el sitio en una reunión de campamento. Cantar y predicar fue la principal actividad durante varios días. Los renacimientos eran a menudo intensos y creaban emociones intensas. Algunos se alejaron, pero muchos, si no la mayoría, se convirtieron en miembros permanentes de la iglesia. Los metodistas y los bautistas los convirtieron en una de las firmas evangélicas de la denominación.
Durante el Segundo Gran Despertar surgieron nuevas denominaciones protestantes como el adventismo, el Movimiento de Restauración, y grupos como los Testigos de Jehová y —aunque no utilizó reanimación— el mormonismo.

### Movimiento de Restauración

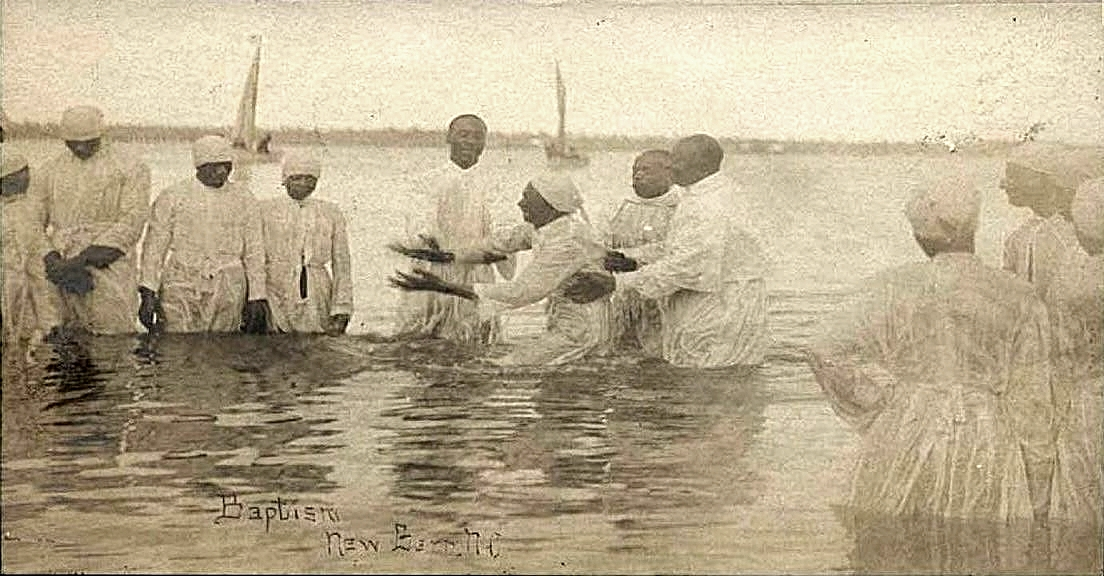
Un bautismo de inmersión total en un río de New Bern, Carolina del Norte, a principios del.

El Movimiento de Restauración generalmente se refiere al «Movimiento de Restauración Americano», que comenzó en la frontera americana durante el Segundo Gran Despertar de principios del siglo XIX. El movimiento buscaba reformar la iglesia y unir a los cristianos. Barton W. Stone y Alexander Campbell desarrollaron cada uno, de manera independiente, enfoques similares a la fe cristiana, tratando de restaurar toda la iglesia cristiana, según el patrón establecido en el Nuevo Testamento. Ambos grupos creían que los credos mantenían al cristianismo dividido. Se unieron a la comunidad en 1832 con un apretón de manos. Estaban unidos, entre otras cosas, en la creencia de que Jesús es el Cristo, el Hijo de Dios, que las iglesias celebran la Cena del Señor el primer día de cada semana, y que los bautismos de los creyentes adultos, por inmersión en agua, es una condición necesaria para la Salvación.
El Movimiento de Restauración comenzó como dos hilos separados, cada uno de los cuales se desarrolló inicialmente sin el conocimiento del otro, durante el Segundo Gran Despertar a principios del siglo XIX. El primero, liderado por Barton W. Stone comenzó en Cane Ridge, Condado de Bourbon, Kentucky. El grupo se llamó a sí mismo simplemente Cristians. El segundo, comenzó en el oeste de Pensilvania y Virginia —ahora Virginia Occidental—, liderado por Thomas Campbell y su hijo, Alexander Campbell. Debido a que los fundadores querían abandonar todas las etiquetas denominacionales, usaron los nombres bíblicos de los seguidores de Jesús que encontraron en la Biblia. Ambos grupos promovieron un retorno a los propósitos de las iglesias del siglo I como se describen en el Nuevo Testamento. Un historiador del movimiento ha argumentado que fue principalmente un movimiento de unidad, con el motivo de la restauración jugando un papel subordinado.
Este Movimiento ha tenido varias divisiones, lo que ha dado lugar a múltiples grupos separados. Tres grupos modernos reclaman el movimiento de Stone-Campbell como sus raíces: Iglesias de Cristo, Iglesias cristianas y Iglesias de Cristo y la de Discípulos de Cristo (Iglesia cristiana). Algunos ven las divisiones en el movimiento como el resultado de la tensión entre los objetivos de la restauración y el ecumenismo, ya que las Iglesias de Cristo y las Iglesias cristianas y Iglesias de Cristo resolvieron la tensión haciendo hincapié en la restauración, mientras que la de Discípulos de Cristo resolvió la tensión haciendo hincapié en el ecumenismo.

### Los Santos de los Últimos Días

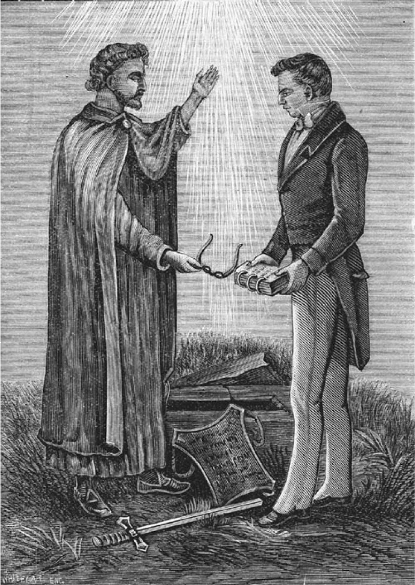
Joseph Smith recibiendo las Placas de oro.

Los Santos de los Últimos Días siguen las enseñanzas de Joseph Smith, y es fuertemente restauracionista en perspectiva. La historia del movimiento se caracteriza por una intensa controversia y persecución como reacción a algunas de sus doctrinas y prácticas singulares.
El movimiento de los Santos de los Últimos Días tiene sus orígenes en el distrito de Burned-over del oeste de Nueva York, donde Joseph Smith informó de que había visto a Dios Padre y a Jesucristo, lo que finalmente lo llevó a doctrinas que, según dijo, se perdieron después de la muerte de los apóstoles. Joseph Smith ganó un pequeño grupo de seguidores a finales de la década de 1820 mientras dictaba el Libro de Mormón, que según él era una traducción de palabras encontradas en un juego de placas de oro que había sido enterrado cerca de su casa por un profeta indígena americano. Después de la publicación del Libro de Mormón en 1830, la iglesia rápidamente ganó seguidores. Primero se trasladó a Kirtland, Ohio, y luego a Misuri en 1838, donde tuvo lugar la guerra mormona de 1838 con otros colonos, que culminó con la expulsión de los adherentes en virtud de una «orden de exterminio» firmada por el gobernador de Misuri. Smith construyó la ciudad de Nauvoo, Illinois, donde fue asesinado.
Tras la muerte de Smith, se produjo una crisis de sucesión y la mayoría aceptó a Brigham Young como líder de la iglesia. Young gobernó a sus seguidores como un líder teocrático que servía tanto en posiciones políticas como religiosas. Tras las continuas dificultades y persecuciones en Illinois, Young abandonó Nauvoo en 1846 y condujo a sus seguidores, los pioneros mormones, al Valle del Gran Lago Salado en lo que hoy es Utah.

### Testigos de Jehová

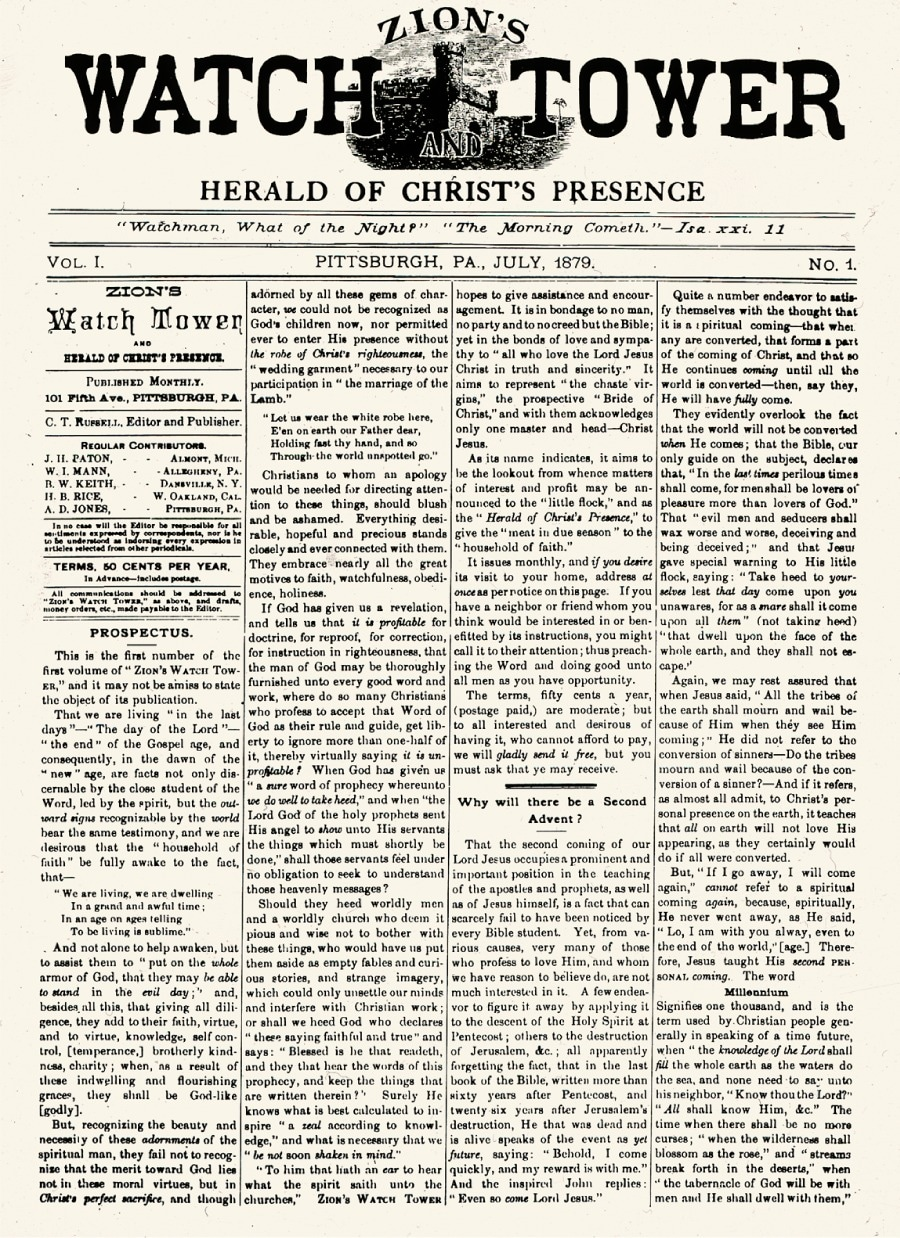
Zion's Watch Tower and Herald of Christ's Presence primera tirada de julio de 1879.

En 1870, Charles Taze Russell comenzó a estudiar la Biblia con un grupo de Adventistas Milleritas, incluyendo a George Storrs y George Stetson, y a partir de 1877 Russell editó conjuntamente con Nelson H. Barbour una revista religiosa, Herald of the Morning. En julio de 1879, después de separarse de Barbour, Russell comenzó a publicar la revista Zion's Watch Tower and Herald of Christ's Presence, destacando sus interpretaciones de la cronología bíblica, con especial atención en su creencia de que el mundo estaba en «los últimos días». En 1881, la Watch Tower Bible and Tract Society of Pennsylvania se formó en Pittsburgh, Pensilvania, para diseminar tratados, documentos, tratados doctrinales y biblias; tres años más tarde, el 15 de diciembre de 1884, Russell se convirtió en el presidente de la Sociedad cuando se incorporó legalmente en Pensilvania.
El grupo de Russell se dividió en varias organizaciones rivales después de su muerte en 1916. Uno de esos grupos conservó el control de la revista de Russell, la Zion's Watch Tower and Herald of Christ's Presence, y su corporación legal, la Watch Tower Bible and Tract Society of Pennsylvania, y adoptó el nombre de Testigos de Jehová en 1931. Entre 1917 y los años 50 se produjeron importantes cambios organizativos y doctrinales. La historia de la religión ha consistido en cuatro fases distintas ligadas a las sucesivas presidencias de Charles Taze Russell, Joseph Franklin Rutherford, Nathan Homer Knorr y Frederick William Franz.

### Separación de la iglesia y el estado
En octubre de 1801, los miembros de la Asociación de Bautistas de Danbury escribieron una carta al nuevo presidente electo Thomas Jefferson. Los bautistas, siendo una minoría en Connecticut, todavía debían pagar cuotas para apoyar a la mayoría congregacionalista. Los bautistas encontraron esto intolerable y muy conscientes de las creencias no ortodoxas de Jefferson, lo buscaron como aliado para hacer de toda expresión religiosa un derecho humano fundamental y no un asunto de generosidad gubernamental.
En su respuesta del 1 de enero de 1802 a la Asociación Bautista de Danbury, Jefferson resumió la intención original de la Primera Enmienda, y usó por primera vez en cualquier lugar una frase ahora familiar en los círculos políticos y judiciales de hoy: la enmienda estableció un «muro de separación entre la iglesia y el estado». En gran parte desconocida en su día, esta frase se ha convertido desde entonces en un importante tema constitucional. La primera vez que la Corte Suprema de los Estados Unidos citó esa frase de Jefferson fue en 1878, 76 años después.

### Iglesias afroamericanas
El cristianismo de la población negra se basaba en el evangelismo. El Segundo Gran Despertar ha sido llamado «el evento central y definitorio en el desarrollo del Afro-Cristianismo». Durante estos reavivamientos, los bautistas y metodistas convirtieron a un gran número de afroamericanos. Sin embargo, muchos se decepcionaron por el trato que recibieron de sus compañeros creyentes y por el retroceso en el compromiso de abolir la esclavitud que muchos bautistas y metodistas blancos habían defendido inmediatamente después de la Guerra de Secesión.
Cuando su descontento no pudo ser contenido, los poderosos líderes negros siguieron lo que se estaba convirtiendo en un hábito americano, formaron nuevas denominaciones. En 1787, Richard Allen y sus colegas en Filadelfia se separaron de la Iglesia Metodista y en 1815 fundaron la Iglesia Episcopal Metodista Africana, que, junto con las congregaciones bautistas negras independientes, floreció a medida que avanzaba el siglo.

### Abolicionismo
El primer movimiento americano para abolir la esclavitud surgió en la primavera de 1688 cuando los cuáqueros alemanes y holandeses de ascendencia menonita de Germantown, Pensilvania, (ahora parte de Filadelfia) escribieron una condena de dos páginas de la práctica y la enviaron a los órganos de gobierno de su iglesia cuáquera, la Sociedad Religiosa de los Amigos. Aunque el establecimiento cuáquero no tomó ninguna medida inmediata, la Petición Cuáquera de Germantown contra la Esclavitud de 1688 fue un argumento inusualmente temprano, claro y contundente contra la esclavitud e inició el proceso de prohibición de la esclavitud en la Sociedad de los Amigos (1776) y en Pensilvania (1780).
La Sociedad de Abolición de los Negros Libres Ilegalmente Detenidos en la Esclavitud fue la primera sociedad americana de abolición, formada el 14 de abril de 1775 en Filadelfia, principalmente por cuáqueros que tenían fuertes objeciones religiosas a la esclavitud.
Después de la Guerra de Independencia de los Estados Unidos, los defensores cuáqueros y moravos ayudaron a persuadir a numerosos esclavistas del Alto Sur a liberar a sus esclavos. Theodore Dwight Weld, un ministro evangélico, y Robert Purvis, un afroamericano libre, se unieron a William Lloyd Garrison en 1833 para formar la Sociedad Antiesclavista (Faragher 381). Al año siguiente, Weld animó a un grupo de estudiantes del Seminario Teológico de Lane a formar una sociedad antiesclavista. Después de que el presidente, Lyman Beecher, intentara suprimirla, los estudiantes se trasladaron al Oberlin College. Debido a la posición antiesclavista de los estudiantes, Oberlin pronto se convirtió en uno de los colegios más liberales y aceptó estudiantes afroamericanos. Junto con Garrison, Northcutt y Collins eran partidarios de la abolición inmediata. Estos dos ardientes abolicionistas sentían muy fuertemente que no se podía esperar y que era necesario tomar medidas de inmediato.
Después de 1840 la «abolición» se refería generalmente a posiciones como la de Garrison; fue en gran medida un movimiento ideológico dirigido por unas 3000 personas, incluyendo negros libres y gente de color, muchos de los cuales, como Frederick Douglass, y Robert Purvis y James Forten en Filadelfia, desempeñaron papeles de liderazgo prominentes. El abolicionismo tenía una fuerte base religiosa que incluía a los cuáqueros y a personas convertidas por el fervor revivalista del Segundo Gran Despertar, liderado por Charles Finney en el Norte durante la década de 1830. La creencia en la abolición contribuyó a la ruptura de algunas pequeñas denominaciones, como la Iglesia Metodista Libre.
Los abolicionistas evangélicos fundaron algunos colegios, entre los que destacan el Bates College en Maine y el Oberlin College en Ohio. Los colegios bien establecidos, como Harvard, Yale y Princeton, se opusieron en general a la abolición, aunque el movimiento atrajo a figuras como el presidente de Yale, Noah Porter, y el presidente de Harvard, Thomas Hill.
Daniel O'Connell, el líder católico de los irlandeses en Irlanda, apoyó la abolición de la esclavitud en el Imperio Británico y en América. O'Connell había jugado un papel importante en asegurar la Emancipación católica —la eliminación de las discapacidades civiles y políticas de los católicos en Gran Bretaña e Irlanda— y fue uno de los modelos de William Lloyd Garrison. Garrison lo reclutó para la causa del abolicionismo americano. O'Connell, el abolicionista negro Charles Lenox Remond, y el sacerdote de la templanza Theobold Mayhew organizaron una petición con 60.000 firmas instando a los irlandeses de los Estados Unidos a apoyar la abolición, O'Connell también habló en los Estados Unidos a favor de ella.
La Iglesia Católica en América tenía largos lazos en la esclavitud de Maryland y Luisiana. A pesar de una firme postura a favor de la igualdad espiritual de los negros, y de la rotunda condena de la esclavitud por el papa Gregorio XVI en su bula In supremo apostolatus emitida en 1839, la iglesia americana continuó en los hechos, si no en el discurso público, apoyando los intereses de la esclavitud. El obispo de Nueva York denunció la petición de O'Connell como una falsificación, y si era genuina, una interferencia extranjera injustificada. El obispo de Charleston declaró que, aunque la tradición católica se oponía al comercio de esclavos, no tenía nada en contra de la esclavitud. Ningún obispo estadounidense apoyó la abolición antes de la Guerra Civil. Mientras duró la guerra, continuaron permitiendo que los dueños de esclavos comulgaran.

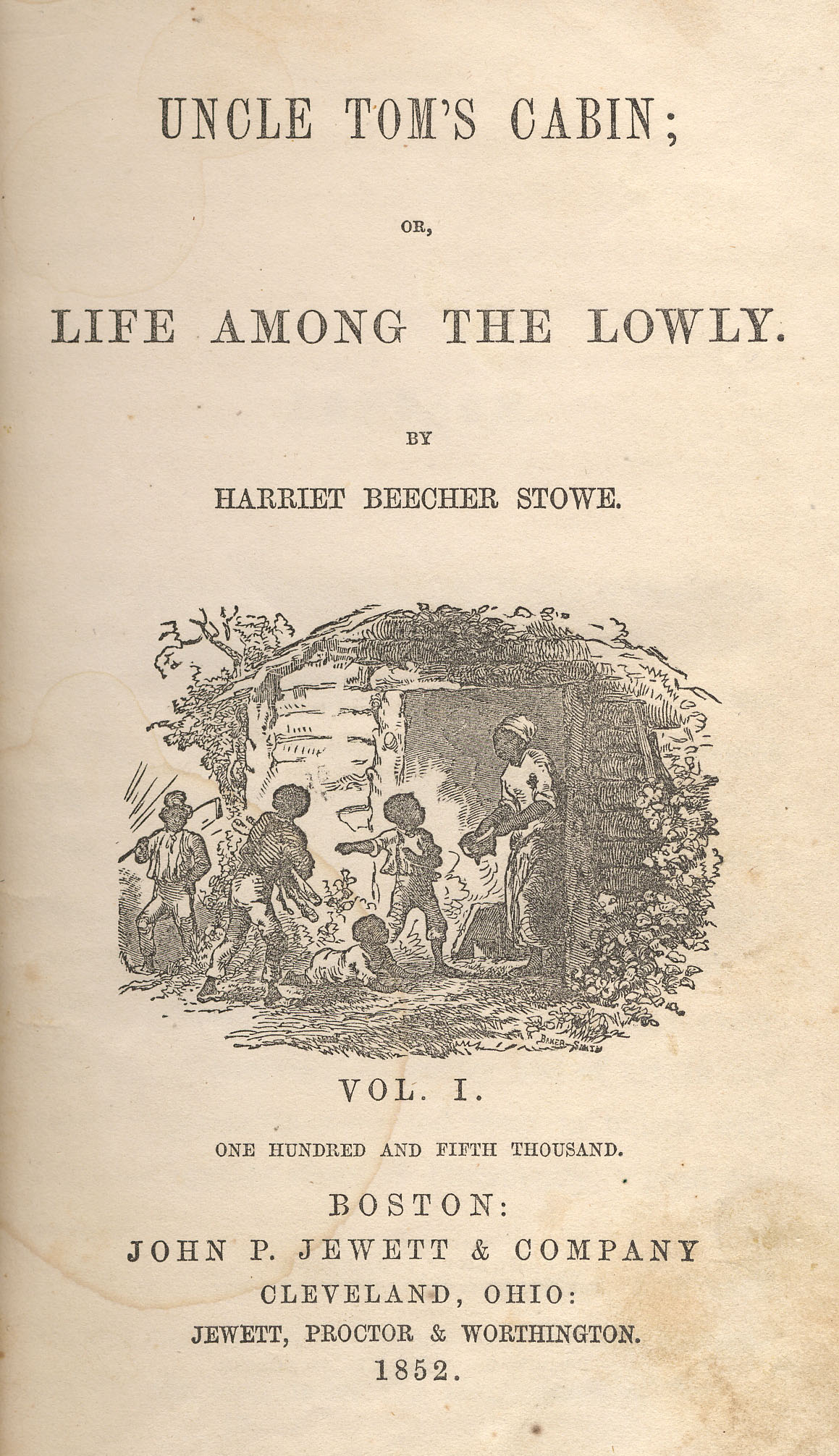
Primera edición de La cabaña del tío Tom, Boston 1852.

Un historiador observó que las iglesias ritualistas se separaban de los herejes en lugar de los pecadores; observó que los episcopales y luteranos también se acomodaban a la esclavitud, —de hecho, un obispo episcopal del sur era un general confederado—. Sin embargo, había más razones que la tradición religiosa, ya que la Iglesia Anglicana había sido la iglesia establecida en el sur durante el período colonial. Estaba vinculada a las tradiciones de la nobleza terrateniente y a las clases de hacendados más ricas y educadas, y a las tradiciones sureñas, más tiempo que cualquier otra iglesia. Además, mientras que los misioneros protestantes del Gran Despertar se opusieron inicialmente a la esclavitud en el Sur, en las primeras décadas del siglo XIX, los predicadores bautistas y metodistas del Sur se habían acomodado a ella para evangelizar con los agricultores y artesanos. Por la Guerra Civil, las iglesias Bautistas y Metodistas se dividieron en asociaciones regionales debido a la esclavitud.
Después del fracaso de O'Connell, las Asociaciones de Derogación Americana se rompieron; pero los garrisonianos raramente recaían en la «amarga hostilidad» de los Protestantes Americanos hacia la Iglesia católica. Algunos hombres antiesclavistas se unieron a los Saber Nada en el colapso; pero Edmund Quincy lo ridiculizó como un crecimiento de hongos, una distracción de los problemas reales. Aunque la legislatura de Saber Nada de Massachusetts honró a Garrison, él continuó oponiéndose a ellos como violadores de los derechos fundamentales a la libertad de culto.
El movimiento abolicionista se vio reforzado por las actividades de los afroestadounidenses libres, especialmente en la iglesia negra, que argumentaban que las antiguas justificaciones bíblicas de la esclavitud contradecían al Nuevo Testamento. Los activistas afroestadounidenses y sus escritos rara vez se escucharon fuera de la comunidad negra; sin embargo, fueron tremendamente influyentes para algunos blancos simpatizantes, siendo el más destacado el primer activista blanco que alcanzó prominencia, William Lloyd Garrison, que fue su propagandista más eficaz. Los esfuerzos de Garrison por reclutar portavoces elocuentes condujeron al descubrimiento del ex esclavo Frederick Douglass, que con el tiempo se convirtió en un destacado activista por derecho propio.

### Ortodoxia rusa
La sede de esta diócesis norteamericana de la Iglesia ortodoxa de Rusia se trasladó de Alaska a California a mediados del siglo XIX. Fue trasladada de nuevo en la última parte del mismo siglo, esta vez a Nueva York. Este traslado coincidió con un gran movimiento de uniones a la Iglesia ortodoxa en el este de los Estados Unidos. Este movimiento, que incrementó el número de cristianos ortodoxos en América, fue el resultado de un conflicto entre John Ireland, el políticamente poderoso arzobispo católico de la Arquidiócesis de Saint Paul y Minneapolis y Alexis Toth, sacerdote de la Iglesia católica bizantina rutena en los Estados Unidos —canonizado en 1994 por la Iglesia ortodoxa en América como San Alexis de Wilkes-Barre—. La negativa del Arzobispo de Irlanda a aceptar las credenciales del padre Toth como sacerdote, le indujo a regresar a la Iglesia Ortodoxa de sus antepasados, y además resultó en el regreso de decenas de miles de otros católicos unidos en América del Norte a la Iglesia ortodoxa, bajo su guía e inspiración. Por esta razón, Irlanda es a veces recordada irónicamente como el «Padre de la Iglesia ortodoxa en América». Unidos fueron recibidos en la Ortodoxia en la actual diócesis norteamericana de la Iglesia ortodoxa rusa. Al mismo tiempo, un gran número de griegos y otros cristianos ortodoxos también inmigraron a América. En ese momento todos los cristianos ortodoxos de América del Norte se unieron bajo el omoforio —autoridad y protección de la Iglesia— del Patriarca de Moscú, a través de la diócesis norteamericana de la Iglesia rusa. La unidad no era meramente teórica sino que era una realidad, ya que entonces no había ninguna otra diócesis en el continente. Bajo la égida de esta diócesis, que a principios del siglo XX estaba gobernada por el obispo —y futuro patriarca— Tijon de Moscú, se atendía a los cristianos ortodoxos de diversos orígenes étnicos, tanto no rusos como rusos; se estableció una misión siro-árabe bajo la dirección episcopal de san Rafael de Brooklyn, que fue el primer obispo ortodoxo consagrado en América.

### Cristianismo liberal

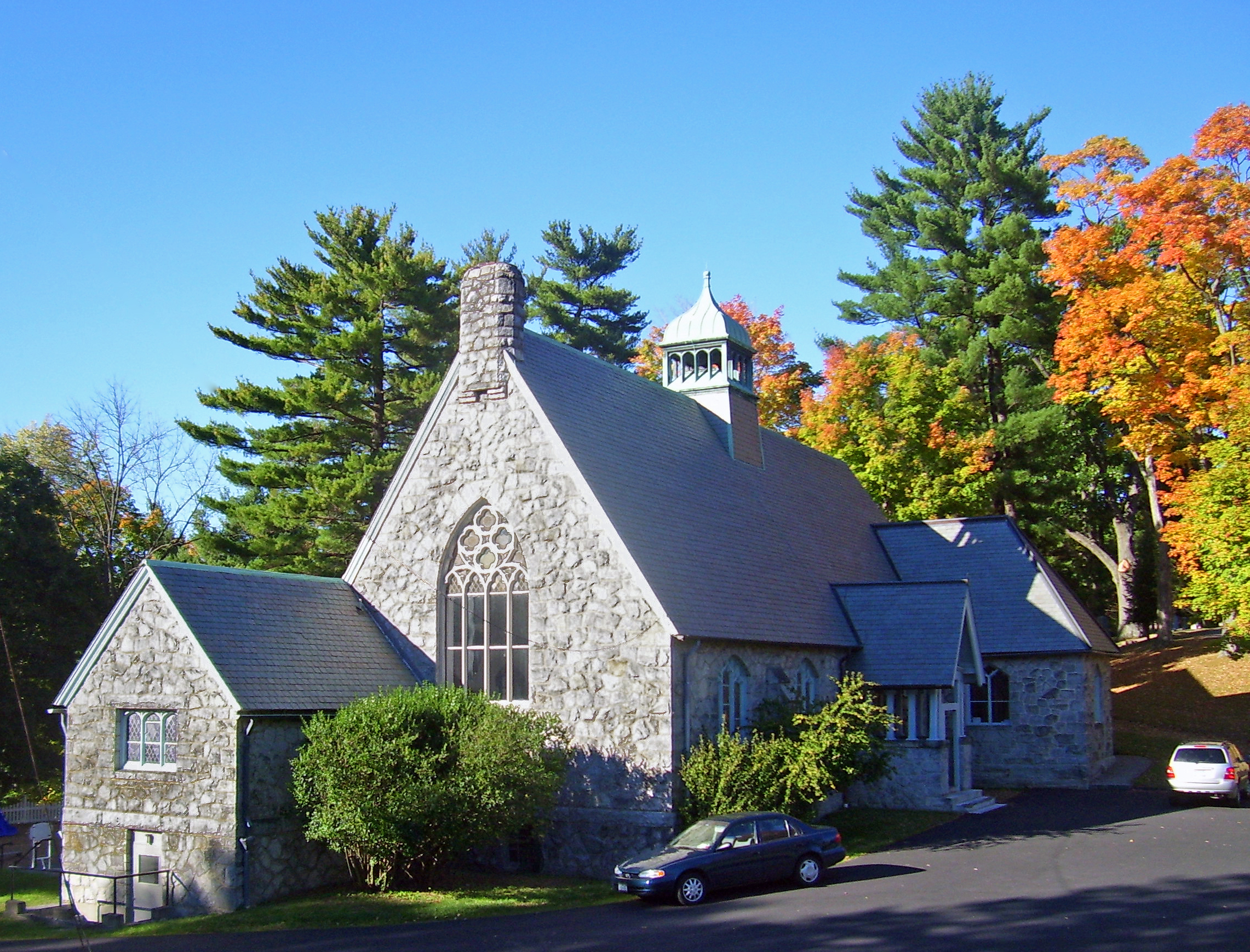
Iglesia en las Tierras Altas de San Felipe, una iglesia episcopal en Garrison, Nueva York.

La «secularización de la sociedad» se atribuye a la época de la Ilustración. En los Estados Unidos, la observancia religiosa es mucho mayor que en Europa, y la cultura de los Estados Unidos se inclina hacia el conservadurismo en comparación con otras naciones occidentales, en parte debido al elemento cristiano.
El cristianismo liberal, ejemplificado por algunos teólogos, trató de traer a las iglesias nuevos enfoques críticos de la Biblia. A veces llamado teología liberal, el cristianismo liberal es un término que abarca los movimientos e ideas dentro del cristianismo de los siglos XIX y XX. Nuevas actitudes se hicieron evidentes, y la práctica de cuestionar la ortodoxia cristiana casi universalmente aceptada comenzó a ponerse en primer plano.
En la era posterior a la Primera Guerra Mundial, el Liberalismo fue el sector de mayor crecimiento de la iglesia americana. Las alas liberales de las denominaciones estaban en alza, y un número considerable de seminarios se celebraban y enseñaban desde una perspectiva liberal también. En la era posterior a la Segunda Guerra Mundial, la tendencia comenzó a oscilar de nuevo hacia el campo conservador en los seminarios y estructuras eclesiásticas de América.

### Fundamentalismo
El fundamentalismo cristiano comenzó como un movimiento a finales del siglo XIX y principios del XX para rechazar las influencias del humanismo secular y para generar críticas en el cristianismo moderno. Como reacción a los grupos protestantes liberales que negaban las doctrinas consideradas fundamentales para estos grupos conservadores, trataron de establecer los principios necesarios para mantener una identidad cristiana, los «fundamentos», de ahí el término fundamentalista.

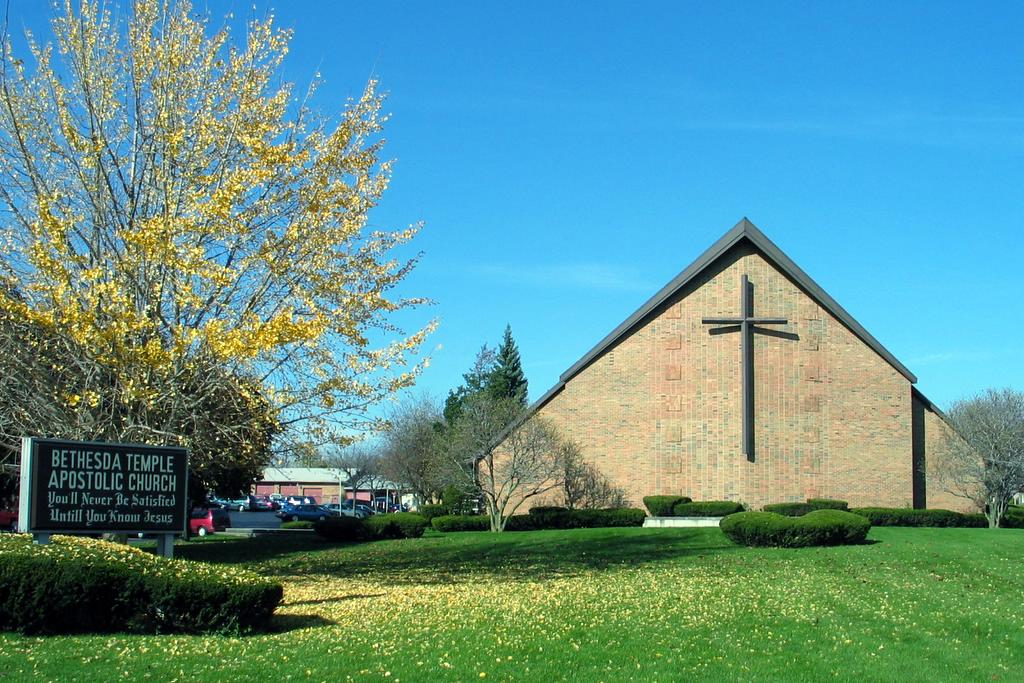
Templo Bethesda Apostolic.

Dirigiéndose especialmente a los enfoques críticos de la interpretación de la Biblia, y tratando de bloquear las incursiones hechas en sus iglesias por los supuestos científicos seculares, los fundamentalistas crecieron en varias denominaciones como movimientos independientes de resistencia al alejamiento del cristianismo histórico.
Con el tiempo, el movimiento se dividió, y la etiqueta de fundamentalista fue retenida por el grupo o grupos más pequeños y de línea dura. El evangelicalismo se ha convertido en el principal identificador de los grupos que mantienen las ideas moderadas y tempranas del movimiento.

### Catolicismo
Para 1850 los católicos se habían convertido en la mayor denominación del país. Entre 1860 y 1890 la población de católicos en los Estados Unidos se triplicó a través de la inmigración; al final de la década llegaría a siete millones. Estos enormes números de católicos inmigrantes vinieron de Irlanda, el sur de Alemania, Italia, Polonia y Europa Oriental. Esta afluencia traería eventualmente un mayor poder político para la Iglesia católica y una mayor presencia cultural, lo que llevó a un creciente temor a la «amenaza» católica. A medida que el siglo XIX se desgastaba en la animosidad, los protestantes americanos se dieron cuenta de que los católicos no trataban de tomar el control del gobierno. Sin embargo, el temor de que hubiera demasiada «influencia católica» en el gobierno continuó en el siglo XX.

### Anticatolicismo

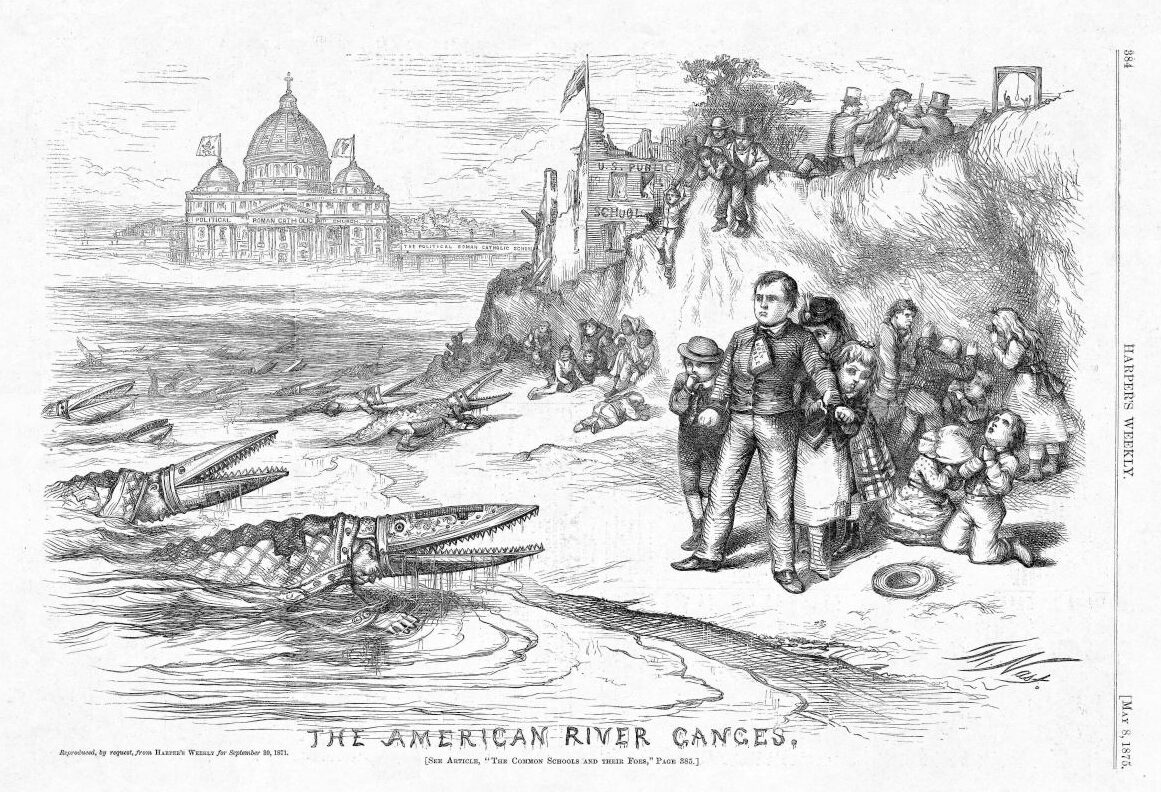
Famosa caricatura editorial de 1876 de Thomas Nast que muestra a los obispos como cocodrilos atacando escuelas públicas, con la connivencia de políticos católicos irlandeses.

El animo anticatólico en los Estados Unidos alcanzó un pico en el siglo XIX cuando la población protestante se alarmó por la afluencia de inmigrantes católicos. Temiendo el fin de los tiempos, algunos protestantes americanos que creían ser el pueblo elegido de Dios, llegaron a afirmar que la Iglesia Católica era la Ramera de Babilonia en el libro del Apocalipsis.
El movimiento "nativista" resultante, que alcanzó prominencia en la década de 1840, fue azotado en un frenesí de anticatolicismo que llevó a la violencia de las turbas, la quema de propiedades católicas y el asesinato de católicos.
Esta violencia se alimentaba de las afirmaciones de que los católicos estaban destruyendo la cultura de los Estados Unidos. Los inmigrantes católicos irlandeses fueron culpados por aumentar los impuestos del país, así como por propagar la violencia y las enfermedades.
El movimiento nativista encontró su expresión en un movimiento político nacional llamado el partido Saber Nada de la década de 1850, que, sin éxito, presentó al expresidente Millard Fillmore como su candidato presidencial en 1856.
El sistema de escuelas parroquiales católicas se desarrolló a principios y mediados del siglo XIX, en parte como respuesta a lo que se consideraba un sesgo anticatólico en las escuelas públicas estadounidenses. La reciente ola de escuelas protestantes de reciente creación se atribuye a veces de forma similar a la enseñanza de la evolución —en contraposición al creacionismo— en las escuelas públicas.
La mayoría de los estados aprobaron una enmienda constitucional, llamada "Enmiendas Blaine", que prohíbe que el dinero de los impuestos se utilice para financiar escuelas parroquiales, lo que podría haber seguido a la fuerte inmigración de la Irlanda católica después de la década de 1840. En 2002, la Corte Suprema de los Estados Unidos vició parcialmente estas enmiendas, en teoría, cuando dictaminó que los vales eran constitucionales si el dinero de los impuestos seguía a un niño a una escuela, aunque fuera religiosa. Sin embargo, ningún sistema escolar estatal había cambiado sus leyes para permitir esto en 2009.

### Movimiento sindical
La Iglesia católica ejerció un papel prominente en la formación del movimiento laboral de América. Desde el inicio de la significativa inmigración en la década de 1840, la Iglesia en los Estados Unidos era predominantemente urbana, con sus líderes y feligreses generalmente de las clases trabajadoras. Durante la segunda mitad del siglo XIX, el nativismo, el anticatolicismo y el antisindicalismo se unieron en la política republicana, y los católicos gravitaron hacia los sindicatos y el Partido Demócrata.
Los Knights of Labor (Caballeros del Trabajo) fue la primera organización laboral de Estados Unidos. En la década de 1880 era el sindicato más grande de Estados Unidos y se estima que al menos la mitad de sus miembros eran católicos —incluyendo a Terence Powderly, su presidente desde 1881—.
En Rerum novarum (1891), el papa León XIII criticó la concentración de riqueza y poder, se pronunció en contra de los abusos a los que se enfrentaban los trabajadores y exigió que se les concedieran ciertos derechos y regulaciones de seguridad. Defendió el derecho de asociación voluntaria, alabando específicamente a los sindicatos. Al mismo tiempo, reiteró la defensa de la propiedad privada por parte de la Iglesia, condenó el socialismo y subrayó la necesidad de que los católicos formaran y se unieran a sindicatos que no estuvieran comprometidos por ideologías seculares y revolucionarias.
La Rerum novarum proporcionó un nuevo impulso para que los católicos se involucraran en el movimiento laboral, aunque su exhortación a formar sindicatos específicamente católicos fue ampliamente interpretada como irrelevante para el contexto pluralista de los Estados Unidos. Si bien el ateísmo sustentó muchos sindicatos europeos y estimuló a los sindicalistas católicos a formar federaciones laborales separadas, la neutralidad religiosa de los sindicatos en los Estados Unidos no proporcionó ese impulso. Los católicos americanos rara vez dominaron los sindicatos, pero ejercieron influencia en el trabajo organizado. Los miembros y líderes de los sindicatos católicos jugaron un papel importante para alejar a los sindicatos estadounidenses del socialismo.

### Programas para la juventud

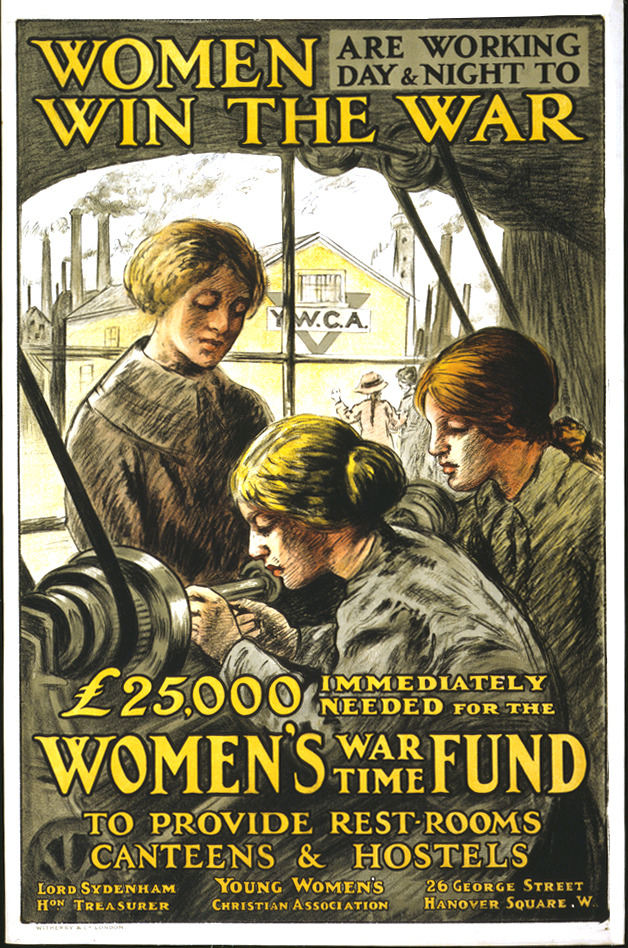
Cartel de la Asociación Cristiana de Mujeres Jóvenes YWCA, durante la Primera Guerra Mundial.

Mientras que los niños y los jóvenes de la época colonial eran tratados como adultos pequeños, la conciencia de su estatus especial y sus necesidades creció en el siglo XIX, ya que una tras otra las denominaciones grandes y pequeñas comenzaron programas especiales para sus jóvenes. El teólogo protestante Horace Bushnell, en Christian Nurture (1847), subrayó la necesidad de identificar y apoyar la religiosidad de los niños y jóvenes. A partir de la década de 1790, las denominaciones protestantes establecieron programas de escuela dominical. Proporcionaron una importante fuente de nuevos miembros.
Los eclesiásticos protestantes urbanos establecieron los programas interdenominacionales de la YMCA y más tarde de la YWCA en ciudades a partir de la década de 1850. Los metodistas consideraban a sus jóvenes como potenciales activistas políticos, proporcionándoles oportunidades para participar en movimientos de justicia social. Los protestantes negros, especialmente después de que pudieran formar sus propias iglesias separadas, integraron a sus jóvenes directamente en la comunidad religiosa más amplia. Sus jóvenes desempeñaron un papel importante en el liderazgo del Movimiento de Derechos Civiles de los decenios de 1950 y 1960. Los evangélicos blancos del siglo XX crearon clubes bíblicos para adolescentes y experimentaron con el uso de la música para atraer a los jóvenes. Los católicos crearon toda una red de escuelas parroquiales, y a finales del siglo XIX probablemente más de la mitad de sus jóvenes miembros asistían a escuelas primarias dirigidas por las parroquias locales. Algunos luteranos alemanes del Sínodo de Misuri y las iglesias reformadas holandesas también crearon escuelas parroquiales. En el siglo XX, todas las denominaciones patrocinaron programas como los Boy Scouts y Girl Scouts.

## sigloXX

### Evangelio social
El Evangelio social (en inglés: Social Gospel) floreció desde la década de 1890 hasta la de 1920, llamando a la aplicación de la ética cristiana a los problemas sociales, especialmente a cuestiones de justicia social como la desigualdad económica, la pobreza, el alcoholismo, el crimen, las tensiones raciales, las barriadas, la mala higiene, el trabajo infantil, los sindicatos inadecuados, las escuelas pobres y el peligro de la guerra. Teológicamente, los evangelistas sociales buscaron poner en práctica el Padre Nuestro (Mateo 6:10): «Venga a nosotros tu reino, hágase tu voluntad, así en la tierra como en el cielo». Típicamente eran postmilenialistas; es decir, creían que la Segunda Venida no podría ocurrir hasta que la humanidad se librara de los males sociales con el esfuerzo humano. El Evangelio social era más popular entre el clero que entre los laicos. Sus líderes estaban predominantemente asociados con el ala liberal del Movimiento progresista y la mayoría eran teológicamente liberales, aunque típicamente eran conservadores en cuanto a sus puntos de vista sobre temas sociales. Entre los líderes importantes se encuentran Richard T. Ely, Josiah Strong, Washington Gladden y Walter Rauschenbusch.
El movimiento del Evangelio social alcanzó su punto máximo a principios del siglo XX. Algunos estudiosos sostienen que los horrores causados por la Primera Guerra Mundial dejaron a muchos desilusionados con los ideales del Evangelio social y la promesa de un futuro glorioso para la humanidad, mientras que otros sostienen que la Primera Guerra Mundial en realidad estimuló los esfuerzos de reforma de los Evangelios sociales. Las teorías sobre el declive del Evangelio social después de la Primera Guerra Mundial a menudo citan el auge de la neo-ortodoxia como un factor que contribuyó al declive del movimiento. Muchas de sus ideas reaparecieron en el Movimiento por los derechos civiles en Estados Unidos de los años 60. Los principios del Evangelio social continúan inspirando nuevos movimientos como Cristianos contra la Pobreza.

### Juicio de Scopes
El Juicio de Scopes (en inglés: The Scopes Monkey Trial)  fue un gran evento publicitario en 1925 que vio un desafío modernista a las creencias fundamentalistas sobre la Biblia. Técnicamente fue un caso criminal que usó la Ley Butler de Dayton (Tennessee) que hizo ilegal en cualquier escuela pública «enseñar cualquier teoría que niegue la historia de la  Divina Creación del hombre tal como se enseña en la Biblia, y enseñar en su lugar que el hombre ha descendido de un orden inferior de animales». El caso fue un punto de inflexión crítico en la controversia entre la creación y la evolución de los Estados Unidos.
Después de la aprobación de la Ley Butler, la Unión Estadounidense por las Libertades Civiles financió un caso de prueba en el que un profesor de secundaria de Dayton (Tennessee) llamado John Scopes, violó intencionadamente la Ley. El muy publicitado juicio enfrentó a dos de los más importantes abogados de la época, el tres veces candidato presidencial demócrata William Jennings Bryan encabezó la acusación y el famoso abogado defensor Clarence Darrow habló en nombre de Scopes. Su defendido fue condenado pero los cargos fueron retirados por un tecnicismo. El resultado fue un revés durante años en el esfuerzo fundamentalista para detener la enseñanza de la evolución.

### Evangelicalismo
En los Estados Unidos y en otras partes del mundo, ha habido un marcado aumento en el ala evangélica de las denominaciones protestantes, especialmente las que son más exclusivamente evangélicas, y un correspondiente descenso en las principales iglesias liberales.
En la década de 1950 se produjo un auge de la iglesia evangélica en Estados Unidos. La prosperidad posterior a la Segunda Guerra Mundial experimentada en los Estados Unidos, también tuvo sus efectos en la iglesia. Los edificios de la iglesia fueron erigidos en gran número, y las actividades de la iglesia evangélica crecieron junto con este crecimiento físico expansivo. En el sur del país, los evangélicos, representados por líderes como Billy Graham, experimentaron un notable aumento desplazando la caricatura de los predicadores del fundamentalismo del país desde el púlpito. Los estereotipos han ido cambiando gradualmente.
Los evangélicos son tan diversos como los nombres que aparecen: Billy Graham, Charles Colson, George Dooms, J. Vernon McGee o Jimmy Carter, o incluso instituciones evangélicas como el Seminario Teológico Gordon-Conwell (Boston) o la Escuela de Divinidad Evangélica Trinity (Chicago). Aunque existe una diversidad en la comunidad evangélica en todo el mundo, los lazos que los unen a todos ellos siguen siendo evidentes: una «visión elevada» de las Escrituras, la creencia en la deidad de Cristo, la Trinidad, la salvación por la gracia a través de la fe y la resurrección corporal de Cristo, por mencionar algunos.

### Pentecostalismo
El pentecostalismo surgió y se desarrolló en el cristianismo del siglo XX. El movimiento pentecostal tuvo sus raíces en el movimiento del pietismo y del movimiento de Santidad, y surgió de las reuniones en 1906 en una misión urbana en reavivamiento de la Calle Azusa en Los Ángeles, California
El reavivamiento de la calle Azusa fue dirigido por William J. Seymour, un predicador afroamericano, y comenzó con una reunión el 14 de abril de 1906 en la Iglesia Episcopal Metodista Africana y continuó hasta aproximadamente 1915. El avivamiento se caracterizó por experiencias espirituales extáticas acompañadas de hablar con don de lenguas, servicios de adoración dramáticos y mezclas interraciales. Fue el principal catalizador del auge del pentecostalismo difundido por quienes experimentaron lo que creían ser intervenciones milagrosas de Dios.
Muchos pentecostales adoptan el término «evangélico», mientras que otros prefieren «restauracionismo». Dentro del pentecostalismo clásico hay tres orientaciones principales: Movimiento de Santidad, Vida Superior y Unidad.
El pentecostalismo daría nacimiento más tarde al movimiento carismático dentro de denominaciones ya establecidas; algunos pentecostales utilizan los dos términos indistintamente. El pentecostalismo reclama más de 250 millones de adherentes en todo el mundo. Cuando se añaden los carismáticos con los pentecostales el número casi se duplica a un cuarto de los 2 mil millones de cristianos del mundo.

### Catolicismo
A principios del siglo XX, aproximadamente una sexta parte de la población de los Estados Unidos era católica. Los inmigrantes católicos modernos llegaron a los Estados Unidos desde Filipinas, Polonia y América Latina, especialmente desde México. Este multiculturalismo y diversidad ha impactado enormemente el sabor del catolicismo en los Estados Unidos. Por ejemplo, muchas diócesis tienen misa tanto en español como en inglés.

### Ortodoxia oriental
La emigración de Grecia y el Oriente Próximo en los últimos cien años ha creado una considerable diáspora ortodoxa en los Estados Unidos y en otros lugares. Prácticamente todas las nacionalidades ortodoxas -griega, árabe, rusa, serbia, albanesa, ucraniana, rumana, búlgara- están representadas en los Estados Unidos.
Muchos de los movimientos de la iglesia ortodoxa en Occidente están fragmentados bajo lo que se denomina jurisdiccionalismo. Aquí es donde los grupos se dividen por etnia como carácter unificador de cada movimiento. A medida que los laicos de las etnias más antiguas envejecen y mueren, más y más iglesias se abren a nuevos conversos. Al principio, estos conversos se habrían enfrentado a la desalentadora tarea de tener que aprender el idioma y la cultura del respectivo grupo ortodoxo para poder convertirse adecuadamente a la ortodoxia. Ahora muchas de las iglesias realizan sus servicios en inglés moderno o en español o portugués —dependiendo de la Metrópoli o del distrito—.

### Ortodoxia rusa
En 1920 el patriarca Tijon emitió un ucase (decreto) por el que las diócesis de la Iglesia de Rusia que estaban aisladas del gobierno de la más alta autoridad de la Iglesia —es decir, el Santo Sínodo y el Patriarca— debían gestionarse de forma independiente hasta que se pudieran reanudar las relaciones normales con la más alta autoridad de la Iglesia. Sobre esta base, la diócesis norteamericana de la Iglesia Ortodoxa Rusa —conocida como la "Metrópoli"— siguió existiendo en un modo de autogobierno autónomo de facto. Las dificultades financieras que acosaron a la diócesis norteamericana como resultado de la Revolución Rusa dieron lugar a un cierto caos administrativo, con el resultado de que otras comunidades ortodoxas nacionales de América del Norte recurrieron a las iglesias de sus respectivas patrias para el cuidado pastoral y el gobierno.
Un grupo de obispos que habían dejado Rusia tras la Guerra civil rusa se reunieron en Sremski Karlovci, Yugoslavia, y adoptaron una postura pro-monárquica. El grupo además afirmó hablar como un sínodo para toda la iglesia rusa «libre». Este grupo, que hasta el día de hoy incluye una porción considerable de la emigración rusa, fue formalmente disuelto en 1922 por el patriarca Tijon, que entonces nombró a los metropolitanos Platón y Evlogy como obispos gobernantes en América y Europa, respectivamente. Ambos metropolitanos continuaron manteniendo relaciones intermitentes con el sínodo de Karlovci.
Entre las dos guerras mundiales la metrópoli coexistió y a veces cooperó con un sínodo independiente conocido más tarde como la Iglesia ortodoxa rusa fuera de Rusia (ROCOR). Los dos grupos eventualmente tomaron caminos separados. La ROCOR, que trasladó su sede a América del Norte después de la Segunda Guerra Mundial, reclamó pero no logró establecer jurisdicción sobre todas las parroquias de origen ruso en América del Norte. La Metrópoli, como antigua diócesis de la Iglesia Rusa, consideraba a esta última como su más alta autoridad eclesiástica, aunque estaba temporalmente aislada bajo las condiciones del régimen comunista en Rusia.
Después de la Segunda Guerra Mundial el Patriarcado de Moscú hizo intentos infructuosos de recuperar el control sobre estos grupos. Tras reanudar la comunicación con Moscú a principios del decenio de 1960 y obtener la autocefalia en 1970, la Metrópoli pasó a ser conocida como la Iglesia ortodoxa en América. Sin embargo, el reconocimiento de esta condición de autocefalia no es universal, ya que el Patriarca Ecuménico —bajo el cual se encuentra la Arquidiócesis Ortodoxa Griega de América— y algunas otras jurisdicciones no la han aceptado oficialmente. No obstante, el Patriarca Ecuménico, el Patriarca de Moscú y las demás jurisdicciones están en comunión, con un calentamiento de las relaciones entre la OCA y la ROCOR. El Patriarcado de Moscú renunció así a sus antiguas reivindicaciones canónicas en los Estados Unidos y el Canadá.

### Asociaciones nacionales
El Consejo Federal de Iglesias, fundado en 1908, fue la primera expresión importante de un movimiento ecuménico moderno creciente entre los cristianos de los Estados Unidos. Se dedicó activamente a presionar para que se reformaran las políticas públicas y privadas, en particular en lo que respecta a su impacto en las vidas de las personas que viven en la pobreza, y elaboró un Credo Social amplio y muy debatido que sirvió como una «carta de derechos» humanitaria para quienes buscaban mejoras en la vida de los Estados Unidos.
En 1950, el Consejo Nacional de las Iglesias de Cristo en los Estados Unidos —normalmente identificado como Consejo Nacional de Iglesias, o CNI—, representó una expansión espectacular en el desarrollo de la cooperación ecuménica. Fue una fusión del Consejo Federal de Iglesias, el Consejo Internacional de Educación Religiosa y varios otros ministerios inter eclesiásticos. Hoy en día, el CNI es una empresa conjunta de 35 denominaciones cristianas de los Estados Unidos con 100.000 congregaciones locales y 45.000.000 de adherentes. Entre sus comuniones los miembros se encuentran las iglesias protestantes, ortodoxas, afroamericanas, evangélicas e históricas de la paz. El NCC asumió un papel prominente en el Movimiento de Derechos Civiles, y promovió la publicación de la ampliamente utilizada Versión Estándar Revisada de la Biblia, seguida de una Nueva Versión Estándar Revisada actualizada y neutral en cuanto al sexo, la primera traducción que se benefició del descubrimiento de los Rollos del Mar Muerto. La organización tiene su sede en la ciudad de Nueva York y una oficina de política pública en Washington D. C. El NCC está relacionado fraternalmente con cientos de consejos de iglesias locales y regionales, con otros consejos nacionales en todo el mundo y con el Consejo Mundial de Iglesias. Todos estos organismos son gobernados independientemente.
Carl McIntire lideró la organización del Consejo Americano de Iglesias Cristianas (ACCC), ahora con 7 organismos miembros, en septiembre de 1941. Era una organización más militante y fundamentalista creada en oposición a lo que se convirtió en el Consejo Nacional de Iglesias. La organización tiene su sede en Belén, Pennsylvania. La ACCC está relacionada fraternalmente con el Consejo Internacional de Iglesias Cristianas. McIntire invitó a los evangélicos de Acción Unida a unirse a ellos, pero los que se reunieron en San Luis declinaron la oferta.
También en 1941, en la primera reunión en Chicago, Illinois, se formó un comité con J. Elwin Wright como presidente. Se convocó una conferencia nacional de Acción Unida entre Evangélicos para reunirse en abril de 1942. La Asociación Nacional de Evangélicos se formó con un grupo de 147 personas que se reunieron en St. Louis, Misuri, del 7 al 9 de abril de 1942. La organización se llamó Asociación Nacional de Evangélicos para la Acción Unida, que pronto se redujo a la Asociación Nacional de Evangélicos (NEA). Actualmente hay 60 denominaciones con cerca de 45.000 iglesias en la organización. La organización tiene su sede en Washington D. C. La NEA está relacionada fraternalmente con la Alianza Evangélica Mundial.

### Ley de Educación Obligatoria de Oregón
Después de la Primera Guerra Mundial, algunos estados preocupados por la influencia de los inmigrantes y los valores «extranjeros» buscaron ayuda en las escuelas públicas. Los estados redactaron leyes diseñadas para usar las escuelas para promover una cultura americana común.
En 1922, la Gran Logia Masónica de Oregón patrocinó un proyecto de ley para exigir que todos los niños en edad escolar asistieran a las escuelas públicas. Con el apoyo del gobernador demócrata Walter M. Pierce, respaldado por el Ku Klus Klan, la Ley de Educación Obligatoria fue aprobada por una votación de 115.506 a 103.685. Su propósito principal era cerrar las escuelas católicas en Oregón, pero también afectaba a otras escuelas privadas y militares. La constitucionalidad de la ley fue impugnada en los tribunales y finalmente anulada por la Corte Suprema de los Estados Unidos en Pierce v. Society of Sisters (1925) antes de que entrara en vigor.
La ley provocó que los católicos indignados se organizaran a nivel local y nacional por el derecho a enviar a sus hijos a las escuelas católicas. En Pierce v. Society of Sisters (1925), la Corte Suprema de los Estados Unidos declaró inconstitucional la Ley de Educación Obligatoria de Oregon en un fallo que ha sido llamado «la Carta Magna del sistema escolar parroquial».

### Movimiento de Derechos Civiles

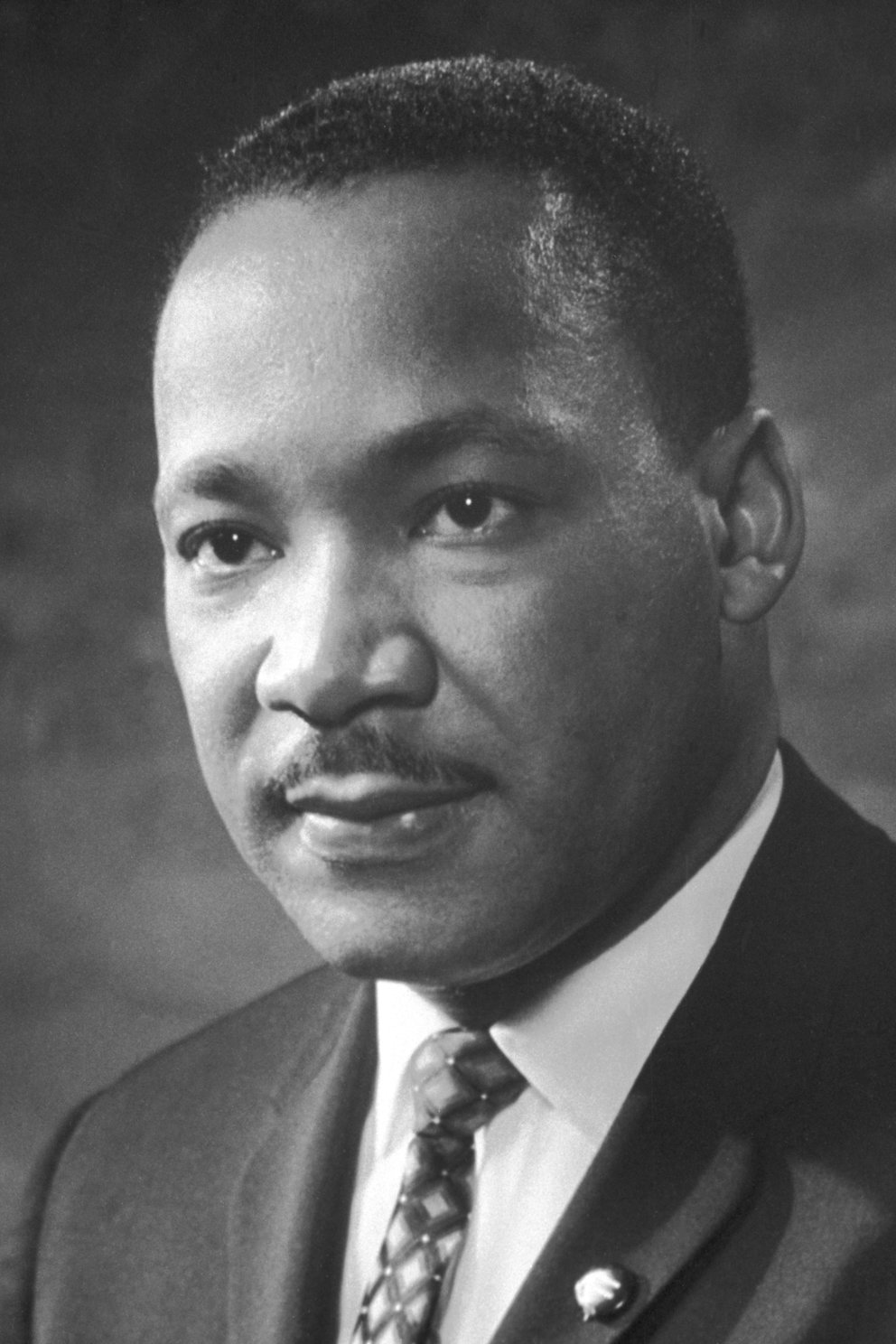
Martin Luther King en 1964.

Como centro de la vida comunitaria, las iglesias afroamericanas tuvieron un papel de liderazgo en el Movimiento por los derechos civiles en Estados Unidos. Su historia como punto focal de la comunidad negra y como vínculo entre los mundos negro y blanco las hizo naturales para este propósito.
Martin Luther King fue uno de los muchos ministros negros notables involucrados en el movimiento. Ayudó a fundar la Conferencia Sur de Liderazgo Cristiano (1957), sirviendo como su primer presidente. En 1964, King recibió el Premio Nobel de la Paz por sus esfuerzos para poner fin a la ssegregación y la discriminación racial a través de la desobediencia civil no violenta. King fue asesinado en 1968.
Ralph David Abernathy, Bernard Lee, Fred Shuttlesworth, C.T. Vivian y Jesse Jackson se encuentran entre los numerosos y notables activistas-ministros,[52], que fueron especialmente importantes durante los últimos años del movimiento en las décadas de 1950 y 1960.

### Desde 1900
- Allitt, Patrick. Religion in America Since 1945: A History (2004), very good overview
- Balmer, Randall. The Encyclopedia of Evangelicalism (2002)
- Carpenter, Joel A. Revive Us Again: The Reawakening of American Fundamentalism (1999), good coverage of Fundamentalism since 1930
- Curtis, Susan. A Consuming Faith: The Social Gospel and Modern American Culture. (1991).
- Hein, David. Noble Powell and the Episcopal Establishment in the Twentieth Century. (2001, 2007.)
- Marty, Martin E. Modern American Religion, Vol. 1: The Irony of It All, 1893-1919 (1986); Modern American Religion. Vol. 2: The Noise of Conflict, 1919-1941 (1991); Modern American Religion, Volume 3: Under God, Indivisible, 1941-1960 (1999), standard scholarly history
- Marsden, George M. Fundamentalism and American Culture: The Shaping of Twentieth-Century Evangelicalism, 1870-1925 (1980). very important history online edition
- Meyer, Donald. The Protestant Search for Political Realism, 1919-1941, (1988) in ACLS e-books
- Morris, Charles. American Catholic: The Saints and Sinners Who Built America's Most Powerful Church (2011), popular history
- Richey, Russell E. et al. eds. United Methodism and American Culture. Vol. 1, Ecclesiology, Mission and Identity (1997); Vol. 2. The People(s) Called Methodist: Forms and Reforms of Their Life (1998); Vol. 3. Doctrines and Discipline (1999); Vol. 4, Questions for the Twenty-First Century Church. (1999), historical essays by scholars; focus on 20th century

- Datos: Q5775685
- Multimedia: History of Christianity in the United States / Q5775685